# Dr. House

Logo der ersten Staffel

Dr. House (Originaltitel: House, M.D. bzw. House) ist der Titel einer US-amerikanischen Fernsehserie über den Arzt Dr. Gregory House, einen Spezialisten für Diagnostik am fiktiven Princeton-Plainsboro-Universitätsklinikum. In den Folgen wird stets nach der richtigen Diagnose eines meist lebensgefährlich erkrankten Patienten gesucht. Der eigenwillige Dr. House hat dabei oft Auseinandersetzungen mit anderen Ärzten, einschließlich seines eigenen diagnostischen Teams. Seine Missachtung der Krankenhausregeln und üblichen Verfahren führt ihn häufig in Konflikt mit der Leitung des Krankenhauses.
Die Serie besteht aus acht Staffeln mit insgesamt 177 Episoden und wurde in den USA vom 16. November 2004 bis zum 21. Mai 2012 ausgestrahlt. Im deutschen Fernsehen startete die Serie am 9. Mai 2006 auf RTL, in der Schweiz am 1. Mai 2006 bei SRF zwei und in Österreich am 4. Juni 2007 auf ORF 1.

## Figuren

### Dr. Gregory House

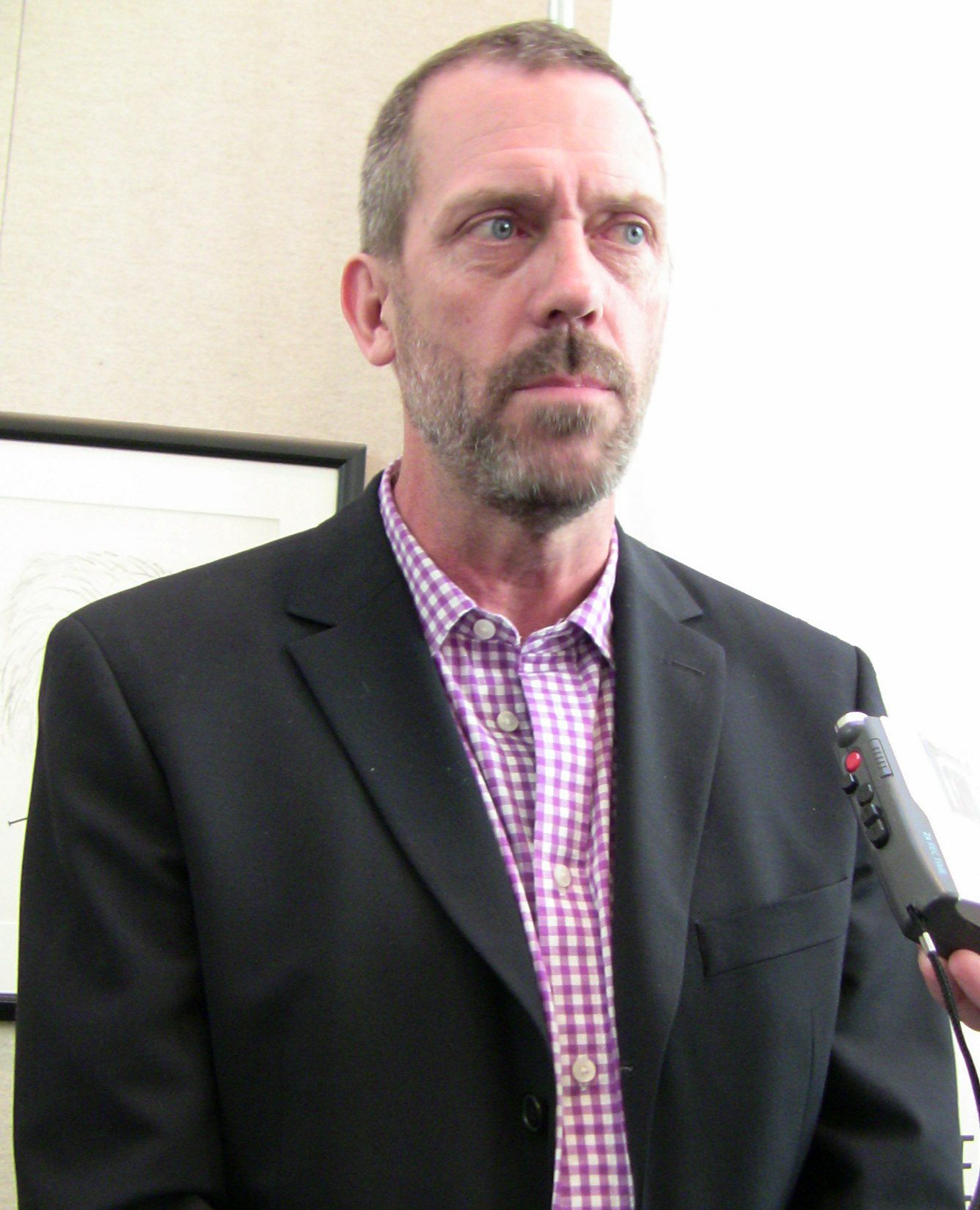
Hugh Laurie spielte Dr. Gregory House

Die Titelfigur, Dr. Gregory House, dargestellt durch den britischen Schauspieler Hugh Laurie, ist in Illinois geboren und studierte zunächst an der Johns Hopkins School of Medicine, wurde aber der Universität verwiesen, weil er in einer Prüfung abgeschrieben hatte. Danach setzte er das Studium an der University of Michigan fort, an der er schließlich seinen Abschluss machte. Später fand er eine Anstellung als Arzt am (fiktiven) Princeton-Plainsboro Teaching Hospital, einem Lehrkrankenhaus in New Jersey. Er ist Spezialist auf den Gebieten der Nephrologie sowie der Infektionskrankheiten und außerdem Leiter der Abteilung für Diagnostische Medizin.
House ist ein Einzelkind. Er liebt seine Mutter Blythe House, ist jedoch sehr abweisend gegenüber seinem Vater John House, der ihn als Kind misshandelte. House glaubte zu wissen, dass ein Prediger sein leiblicher Vater sei, und las eine von diesem veröffentlichte Sammlung von Predigten, nimmt jedoch keinen Kontakt mit ihm auf. Seine Mutter manipuliert ihn, es doch zu tun. Allerdings findet House heraus, dass er nicht sein leiblicher Vater ist. Zu einem späteren Zeitpunkt wird der Prediger sein neuer Stiefvater, da seine Mutter ihn heiratet. Wer sein biologischer Vater ist, bleibt in der Serie offen.

#### Medikamentenabhängigkeit
House benötigt seit einem akuten arteriellen Verschluss im rechten Oberschenkel einen Gehstock, da infolge des Infarktes Teile der Oberschenkelmuskulatur entfernt wurden. Er ist aufgrund der damit zusammenhängenden Schmerzen stark abhängig vom Schmerzmittel (und Antitussivum) Vicodin, welches das Opioid Hydrocodon sowie das Schmerzmittel Paracetamol enthält. In der ersten Staffel behauptet er, dass er die Tabletten nur schlucke, weil er ein Schmerzproblem habe, und nicht, weil er abhängig sei. Nach dem erfolglosen Versuch, eine Woche auf Tabletten zu verzichten, gesteht er sich ein, abhängig zu sein. Er behauptet aber, kein Problem damit zu haben.
Am Ende der zweiten Staffel verliert House wegen eines dissoziativen Komas mit Ketamin kurzzeitig seine Schmerzen im Bein, doch bereits in der zweiten Folge der dritten Staffel muss er wieder am Gehstock laufen. Am Ende der fünften Staffel erleidet House infolge seiner Opioidabhängigkeit Halluzinationen, die ihn zunehmend bei seiner Arbeit behindern. Er weist sich daher selbst in eine psychiatrische Klinik ein, in der er wegen seiner Abhängigkeit behandelt wird. Bis kurz vor Ende der siebten Staffel bleibt er abstinent, greift aber schließlich doch wieder zu Vicodin, da Cuddy scheinbar an Krebs erkrankt ist und er mit den daraus resultierenden Emotionen nicht umgehen kann. Cuddy findet dies unmittelbar nach ihrer OP, die nachweist, dass sie keinen Nierentumor hat, heraus und macht noch am gleichen Abend mit House Schluss.

#### Charakter
House hat sich auf die Diagnose von Krankheiten spezialisiert. Seine Vorgesetzte, Dr. Lisa Cuddy, zwingt ihn häufig dazu, seinen Pflichten als Allgemeinmediziner in der Ambulanz nachzugehen, was er mit allen Mitteln zu umgehen versucht, da ihn die Patienten oft nerven und langweilen. Dazu stellt er sich beispielsweise vor das gefüllte Wartezimmer und klärt seine Patienten darüber auf, wer er ist und dass er drogenabhängig und wahrscheinlich der einzige Arzt in diesem Krankenhaus sei, der nicht freiwillig dort arbeitet. Seinen Patienten gegenüber verhält er sich respektlos und zynisch, zuweilen auch boshaft. In Sprechstunden lässt er die Patienten hin und wieder einfach sitzen oder spielt mit einer seiner Handheld-Konsolen. Seiner Ansicht nach lügt jeder Mensch, weshalb er nach Möglichkeit vermeidet, überhaupt mit den Erkrankten sprechen zu müssen. House schafft es oft, seine Mitmenschen zu seinem eigenen Vorteil zu manipulieren. Sein ungehobeltes Verhalten steht jedoch in Verbindung mit einer emotionalen Verletzlichkeit, die in der Serie immer wieder angedeutet wird.
Außerdem mag House in der Regel keine Veränderungen. So spielt er seit der 8. Klasse dieselbe Gitarre, fährt seit zehn Jahren dasselbe Auto und wohnt seit 15 Jahren im selben Apartment. Dennoch kauft er sich ein Motorrad (Honda Fireblade) und am Ende von Staffel 3 nach einer Anspielung von Wilson eine neue Gitarre. Dr. House ist ein überzeugter Atheist und Religionsfeind, liest jedoch den Koran und die Bibel. Dies begründet er damit, dass er aus den Fehlern anderer lernen wolle.
In den USA ist unter Bezug auf Houses Charakter und typisches Benehmen der Begriff „Houseism“ (deutsch etwa: „Houseismus“) entstanden. Dieser beschreibt sarkastische Äußerungen, schwarzen Humor und auch ein ungewöhnliches Verhalten gegenüber anderen, oft mit dem Ziel, diese zu verblüffen.

#### Fertigkeiten
Houses schlechten Umgangsformen stehen außergewöhnliche medizinische Fähigkeiten und Fachkenntnisse gegenüber, was neben seinem Arbeitsvertrag auf Lebenszeit letztlich das Einzige ist, das ihn vor einer Kündigung bewahrt. Zudem zeigt er in seinem Handeln ein hohes Maß an Moral, die allerdings häufig im Widerspruch zu den üblichen medizinischen Moralvorstellungen steht, beziehungsweise zu dem, was er selbst über seine Patienten sagt – nämlich, dass ihm deren Wohl egal sei.
House beherrscht mehrere Fremdsprachen, was ihm die Möglichkeit gibt, ausländische Fachzeitschriften zu lesen und mitunter die Gespräche der Patienten in ihrer Muttersprache zu verstehen. Letzteres liefert ihm oft private, aber für die Diagnose wichtige Informationen.
House spielt Gitarre, Klavier, Orgel und Mundharmonika, die der Schauspieler Hugh Laurie auch im realen Leben beherrscht. Außerdem interessiert er sich für Physik und spricht im Gefängnis davon, den Arztberuf nicht mehr ausüben und stattdessen an einer Universität als Physiker arbeiten zu wollen.

### Das Team
Nachdem sich Houses Team nach der dritten Staffel aufgelöst hat, meint er, er könne die Abteilung auch ganz allein betreiben, wird aber von Wilson und Cuddy aufgefordert, ein neues Team zusammenzustellen. In der vierten Staffel lässt er schließlich 40 Kandidaten durch ein mehrwöchiges Auswahlverfahren laufen, an dessen Ende drei übrig bleiben, die er zusammen mit Foreman in sein Team aufnimmt.
Einen ähnlich großen Bruch wie nach Staffel 3 erfährt die Serie nach der fünften Staffel. Durch die Drogensucht und psychische Belastung durch den Tod Kutners, Ambers und seines Vaters leidet House an Wahnvorstellungen und halluziniert einen One-Night-Stand mit Cuddy. Als er erkennt, dass er Halluzinationen und Realität nicht mehr unterscheiden kann, begibt er sich mit Wilsons Hilfe in die psychiatrische Anstalt Mayfield. Die Behandlung befreit ihn von seiner Sucht, worauf er nach und nach ins Plainsboro zurückkehrt. Dort hatte sich in der Zwischenzeit die Zusammensetzung des Teams geändert. Foreman, als Houses Nachfolger, feuerte seine Freundin Dr. Remy Hadley („Dreizehn“), und Taub hatte gekündigt. Um die beiden zu ersetzen, schickte Cuddy Cameron und Chase zurück ins Team, womit zu Beginn der sechsten Staffel die originale Besetzung wieder zusammenarbeitet. Chase verübte einen Tyrannenmord an einem Diktator, seine daraus resultierenden Selbstzweifel und Camerons Glauben an die Unantastbarkeit des Lebens sorgen für einen Ehestreit zwischen Cameron und Chase, was zu ihrer Scheidung führt, Cameron gibt jedoch eigentlich House die Schuld und verlässt das Team, um mit House und der Vergangenheit am Plainsboro zu brechen. Chase bleibt allerdings im Team. House, der nach Wiedererhalt seiner Approbation die Abteilung wieder übernommen hatte, gewinnt wieder Hadley („Dreizehn“) und Taub dazu.
In der 7. Staffel hat Dr. House eine Liebesbeziehung mit seiner Vorgesetzten Dr. Lisa Cuddy. Sie trennt sich von ihm, worauf House später sein Auto in Cuddys Haus fährt. House kommt daraufhin ins Gefängnis, wo er in den ersten beiden Folgen der 8. Staffel sitzt. Cuddy hat als Reaktion auf die Geschehnisse ihre Stelle als Krankenhausleiterin aufgegeben, Foreman übernimmt daraufhin ihre Stelle und schließt die diagnostische Abteilung. Aufgrund eines schweren Falles holt er House in der zweiten Folge unter bestimmten Auflagen zurück ins Princeton-Plainsboro Teaching Hospital. House stellt daraufhin ein neues Team, u. a. mit Chase, zusammen, bis er am Ende der Staffel seinen Tod vortäuscht. Chase übernimmt daraufhin im Serienfinale die Leitung der Abteilung.

#### Dr. Eric Foreman

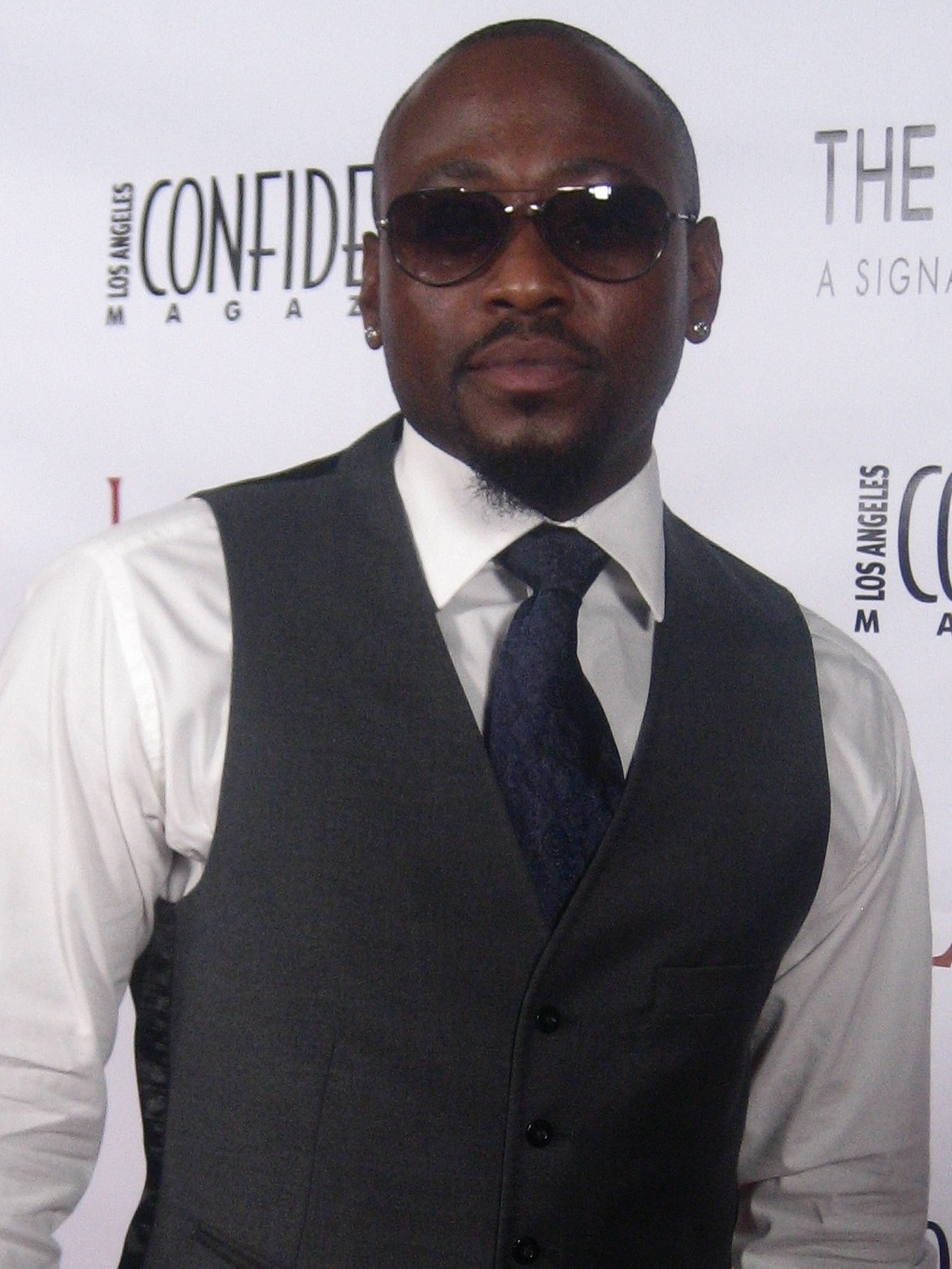
Omar Epps spielte Dr. Eric Foreman

Dr. Eric Foreman ist Neurologe und hat an der Johns Hopkins School of Medicine seine Ausbildung erhalten. Einer der Hauptgründe für seine Einstellung liegt in seiner kriminellen Vergangenheit. Foreman wurde in seiner Jugend wegen Einbruchs verhaftet. Sein älterer Bruder Marcus saß bis vor kurzem im Gefängnis. Als er entlassen wird, stellt House ihn in Folge 13 der Staffel 6 als persönlichen Assistenten ein. Eric steht Marcus anfangs ablehnend gegenüber, schließlich versöhnen sich die beiden. In dieser Folge stellt sich auch heraus, dass die Mutter der beiden drei Monate zuvor gestorben ist. Vor ihrem Tod litt sie jahrelang an Alzheimer.
Am Ende der Staffel 3 kündigte Foreman und verließ das Team um Dr. House. Zu Beginn der 4. Staffel hat er zunächst eine Stelle im Mercy Hospital in New York angenommen. Als er dort gegen die Anweisung einer Vorgesetzten handelt, um einen Patienten zu retten, wird er gefeuert. Cuddy bietet ihm seine alte Stelle an, was er jedoch erst annimmt, als alle seine Bewerbungen in anderen Krankenhäusern abgelehnt werden. Foreman kehrt darauf gegen Houses Willen ins Team zurück und soll dort als Cuddys Spitzel dienen.
Als House wegen seiner Abhängigkeit in Therapie ist, bekommt er die Leitung über die diagnostische Abteilung, auch als House als Berater ins Team zurückkehrt. In Folge 8 erhält House seine Approbation zurück und wird wieder Leiter der Abteilung.
In der fünften Staffel beginnt er eine Beziehung mit Dreizehn (Dr. Hadley), welche mehreren Krisen standhalten muss, aber mit der Entlassung Dreizehns durch Foreman in der sechsten Staffel endgültig beendet wird.
Mit dem Beginn der achten Staffel übernimmt Foreman die Leitung des Krankenhauses. Die Position war frei geworden, weil Cuddy gekündigt hatte, nachdem House mit seinem Auto in ihr Haus gefahren war.

#### Dr. Allison Cameron

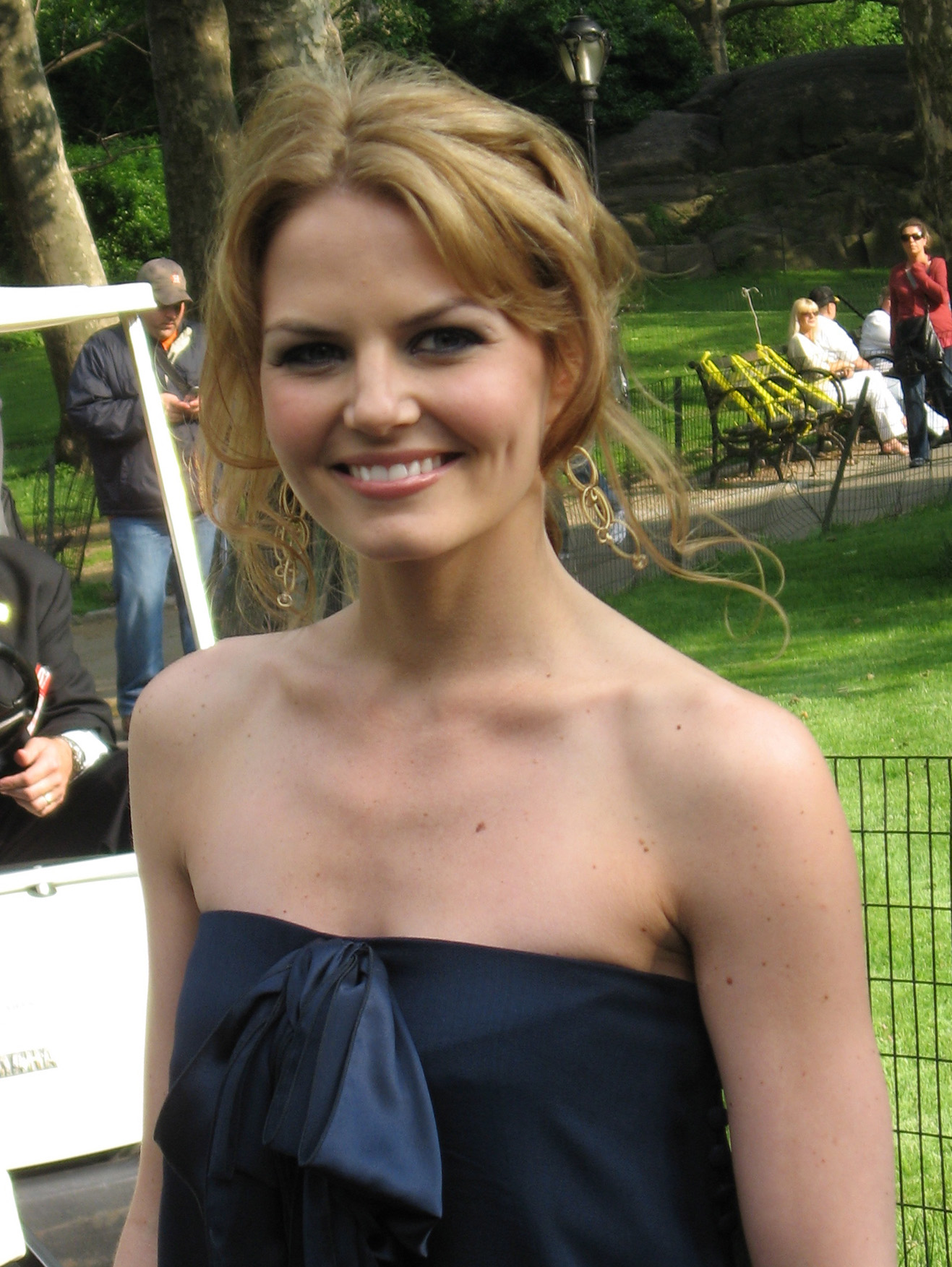
Jennifer Morrison spielte Dr. Allison Cameron

Dr. Allison Cameron ist Immunologin. Im Alter von 21 Jahren heiratete sie einen an Schilddrüsenkrebs erkrankten Mann, der nach sechs Monaten Ehe an den Folgen seiner Krankheit starb. Sie bewundert House und sehnt sich zeitweise sogar nach mehr als nur nach seiner Anerkennung: Am Ende der ersten Staffel, als Vogler festlegt, House müsse einen der Ärzte aus seinem Team entlassen, beendet sie mit ihrer Kündigung den Konkurrenzkampf und die Feindseligkeiten im Team, die mit Voglers Auflage aufflammten. House will ihre Kündigung nicht akzeptieren und überredet sie schließlich – nach Voglers Abtritt – wieder in sein Team zurückzukehren; allerdings stellt sie die Bedingung, dass House sie zum Dinner ausführt. Ihr empathisches Verhalten zeichnet sie im Team besonders aus. Chase und Cameron haben in Staffel 2 (Folge 7) einen One-Night-Stand, nachdem sie Drogen eines Patienten eingenommen und Chase zu sich nach Hause gerufen hat. Während der 3. Staffel führen sie eine anhaltende rein sexuelle Beziehung, die jedoch daran zerbricht, dass Chase mehr Gefühle für Cameron entwickelt. In der letzten Folge der 3. Staffel kommen die beiden schließlich doch zusammen.
Ab der 4. Staffel arbeitet sie in der Notaufnahme, da sie in der letzten Folge der Staffel 3 erneut kündigt. Cameron und Chase kommen sich in der folgenden Zeit näher und heiraten schließlich am Ende der 5. Staffel. In Folge 4 der 6. Staffel wird sie von Foreman in die diagnostische Abteilung zurückgeholt. Cameron scheidet in Folge 8 der Staffel 6 offiziell aus, kommt aber in einigen Folgen wieder zurück, und Morrison wird noch bis zur vorletzten Folge als Hauptdarstellerin im Vorspann genannt. Sie verlässt das Team, weil sie House für das Zerbrechen ihrer Ehe mit Chase verantwortlich macht.

#### Dr. Robert Chase

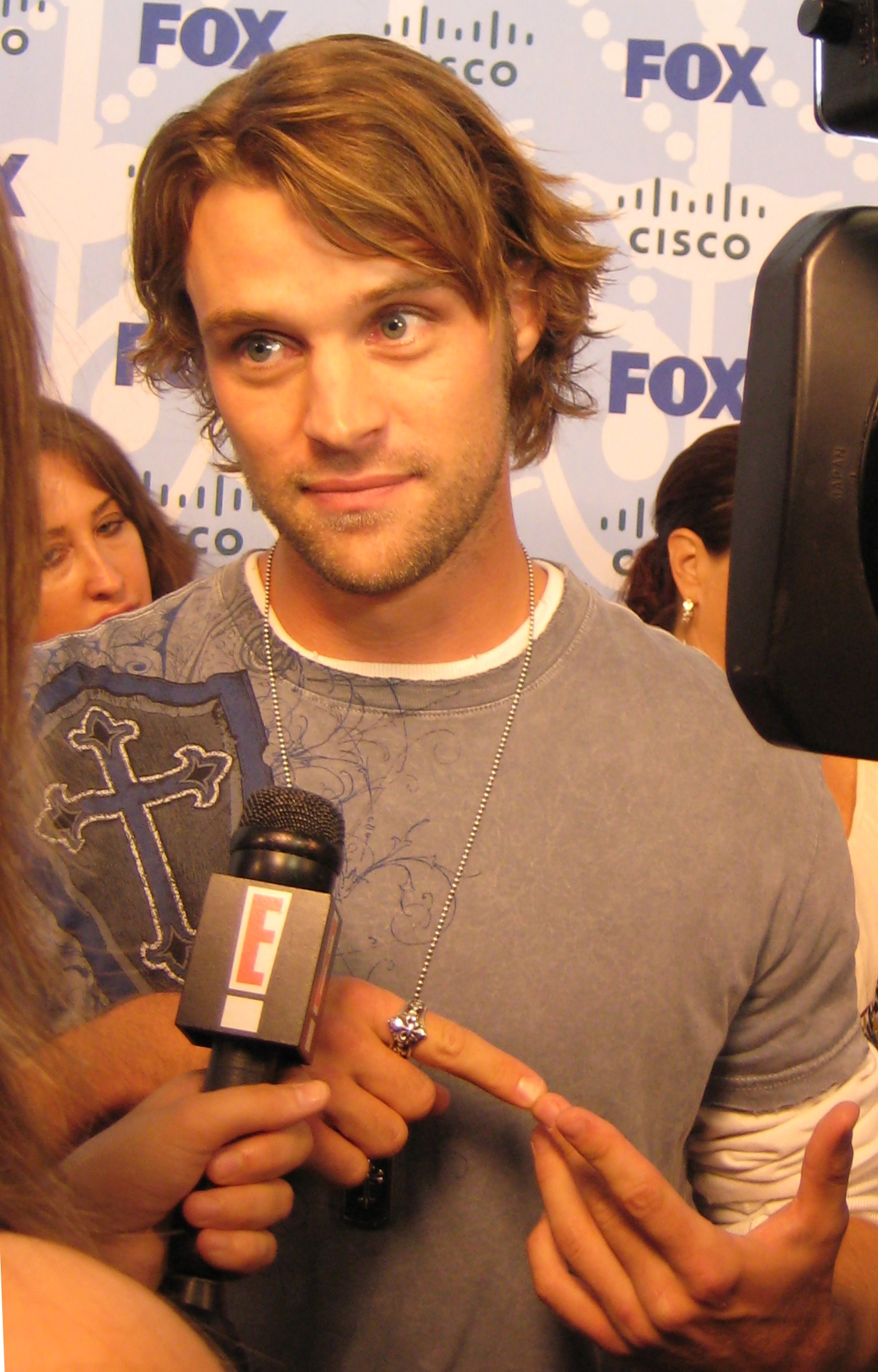
Jesse Spencer spielte Dr. Robert Chase

Dr. Robert Chase ist Spezialist für Intensivmedizin (ab Staffel 4 Chirurg), Australier und stammt aus wohlhabenden Verhältnissen. Sein Vater, Dr. Rowan Chase, war Spezialist für Rheumatologie und verließ seine Mutter, die danach dem Alkohol verfiel. Sie starb, als er 16 Jahre alt war. Robert hatte seine Stelle in Houses Team nur einem Anruf seines Vaters zu verdanken. Der kreative Kopf der Gruppe schlägt oft eher unkonventionelle Behandlungsmethoden vor. In einer Folge berät sein Vater das Team von House im Rahmen einer Konferenz, wobei er Robert den eigentlichen Grund für sein Kommen verschweigt. Er hat Krebs und wird sterben, will Robert damit jedoch nicht belasten. Robert hatte vor seiner Arztkarriere ein Priesterseminar besucht, jedoch vorzeitig wieder verlassen. Während seines Medizinstudiums hat Chase in Melbourne auch Hypnose studiert.
Er wechselt innerhalb des Krankenhauses in die Chirurgie und steht House weiter beratend zur Seite und kehrt in der sechsten Staffel wieder in die diagnostische Abteilung zurück. In der Folge Tyrannen sorgt er durch eine vorsätzlich vertauschte Blutprobe dafür, dass ein Diktator eines afrikanischen Landes eine falsche Diagnose erhält und stirbt. Obwohl er damit wahrscheinlich einen Völkermord vereitelt hat, sorgen die Gewissensbisse aufgrund des Mordes für Probleme, die auch in den folgenden Episoden thematisiert werden. Schließlich zerbricht seine Ehe mit Cameron daran und sie verlässt das Plainsboro-Krankenhaus.
Nachdem die diagnostische Abteilung am Ende der siebten Staffel aufgelöst wurde, kommt er in der fünften Folge der achten Staffel zusammen mit Taub zu House zurück. Damit ist Chase im Team der achten Staffel der Einzige, der seit dem Anfang der Serie dabei ist. Nach Houses vermeintlichem Tod übernimmt er die Leitung der Diagnostik-Abteilung.

#### Dr. Chris Taub

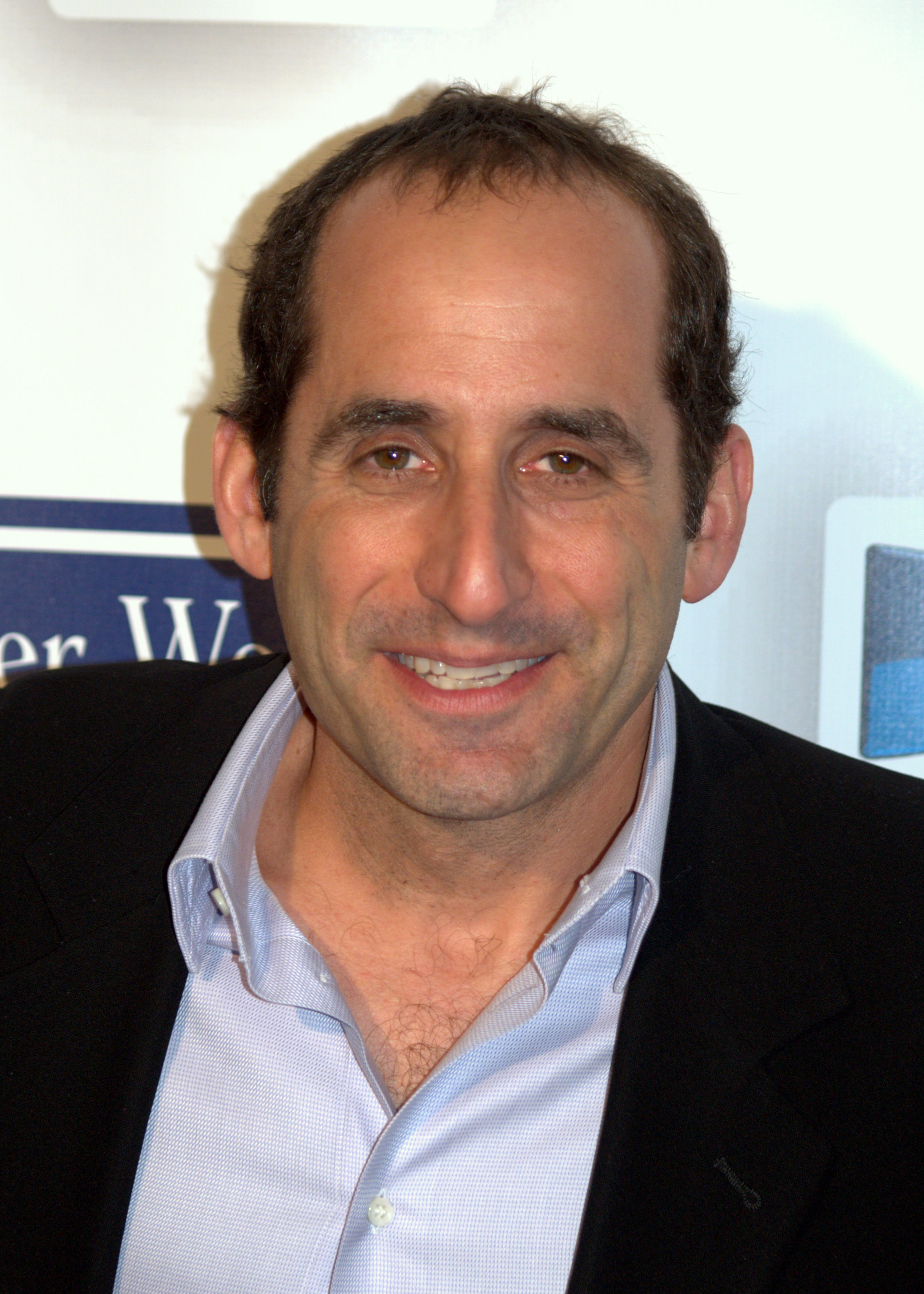
Peter Jacobson spielte Dr. Chris Taub

Dr. Christopher Michael Taub (Bewerber 39) ist ein plastischer Chirurg. Anfangs von seinen Kollegen für sein Fachgebiet kritisiert, erweist er sich schnell als trickreich, wenn es darum geht, an Cuddys Regeln vorbei zu arbeiten. So tarnt er beispielsweise einen notwendigen chirurgischen Eingriff, den House auf Bitte der Patientin nicht dokumentieren will, als Brustvergrößerungsoperation. Seine frühere Arbeitsstelle musste er wegen einer Affäre mit der Tochter eines Kollegen aufgeben. Zudem besitzt er von allen Bewerbern den größten Mut, House zu widersprechen und seine eigenen Ideen zu verfolgen. House lässt ihm hierbei freie Hand, droht aber gleichzeitig mit Entlassung, falls er sich irrt. In der dritten Folge der sechsten Staffel kündigt er vorübergehend, nachdem Dr. House gekündigt hat, da er nur seinetwegen in die Abteilung gekommen sei. Als House am Anfang der sechsten Staffel zurückkommt, zögert er vorerst, kommt dann aber mit „Dreizehn“ zurück.
Am Ende der siebten Staffel trennt er sich von seiner Frau Rachel. Kurze Zeit später stellt sich heraus, dass seine Freundin schwanger ist, genau wie Rachel. In der achten Staffel ist Taub dann zweifacher Vater, was ihm erheblichen Stress verursacht.

#### Dr. Remy Hadley

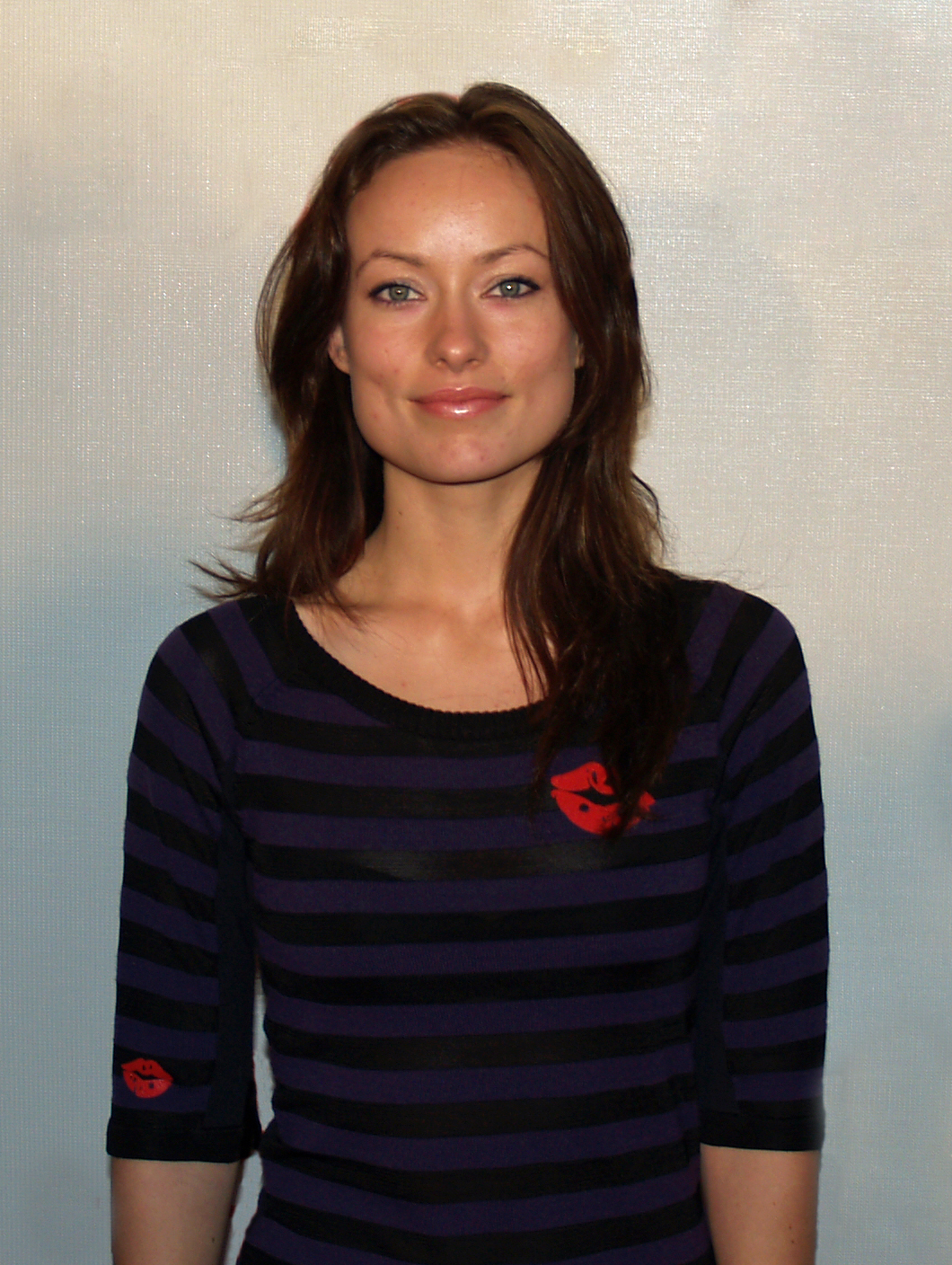
Olivia Wilde spielte Dr. Remy Hadley

Dr. Remy Beauregard Hadley, auch Dreizehn genannt (sie war Bewerberin Nr. 13) ist eine Internistin. Ihre Mutter starb an Chorea Huntington, und sie leidet selbst an dieser Krankheit. Sie ist bisexuell und hat im Verlauf der Serie Partnerschaften sowohl mit männlichen als auch mit weiblichen Charakteren.
Als sie während Houses Wettstreit bei einem Patienten zwar die richtige Diagnose stellt, aber den Patienten bei der Einnahme der angeordneten Mittel nicht überwacht, schluckt der Hund des Patienten die Medikamente, was zum Tod des Patienten und des Hundes führt. Trotz dieses Vorfalls wird sie von House nicht entlassen, weil sie ein ungewöhnliches Gespür für Diagnosen an den Tag legt. Von Cuddy aufgefordert, zwei Bewerber zu feuern, wählt House Dreizehn und Amber. Da das House-Team damit nur aus Männern bestünde, will Cuddy, dass House eine der Entlassungen rückgängig macht. Dies war von House, der von Anfang an drei Bewerber behalten wollte, einkalkuliert worden. Später ist auf dem Wettzettel letztendlich ihr richtiger Name zu lesen: Remy Hadley. Dennoch wird sie von ihren Kollegen und Vorgesetzten entsprechend ihrer Bewerbernummer „Dreizehn“ genannt. Erst in der Folge Im Kopf von House wird sie von Cuddy korrekt mit „Dr. Hadley“ angesprochen, dies kommentiert House mit der Bemerkung, dass Cuddy nicht mal den richtigen Namen von Dreizehn kenne.
In den weiteren Folgen führt sie eine Beziehung mit Dr. Foreman. Er kündigt ihr in der dritten Folge der sechsten Staffel, da er ein professionelles Zusammenarbeiten mit ihr nicht gewährleisten kann und zukünftige Konflikte vermeiden will, worauf sie Foreman verlässt. Wilson versucht erfolglos, sie wieder in das Team zurückzuholen, da sie aus seiner Sicht von House nie schlecht behandelt oder manipuliert wurde. Sie setzt sich schlussendlich in ein Flugzeug nach Thailand. In Episode 8 der 6. Staffel kommt sie durch House mit Taub zusammen ins Team zurück. In der ersten Folge der siebten Staffel erbittet sie bei House bis auf weiteres unbezahlten Urlaub. Später kehrt sie wieder zurück. Nachdem das Team am Ende der Staffel aufgelöst wurde, stellt House sie in der 3. Folge der achten Staffel wieder ein. Am Ende der Folge feuert er sie allerdings wieder, damit sie sich um ihr Privatleben und ihre neue Partnerin kümmern kann. Damit verlässt Olivia Wilde die Serie.

#### Dr. Lawrence Kutner

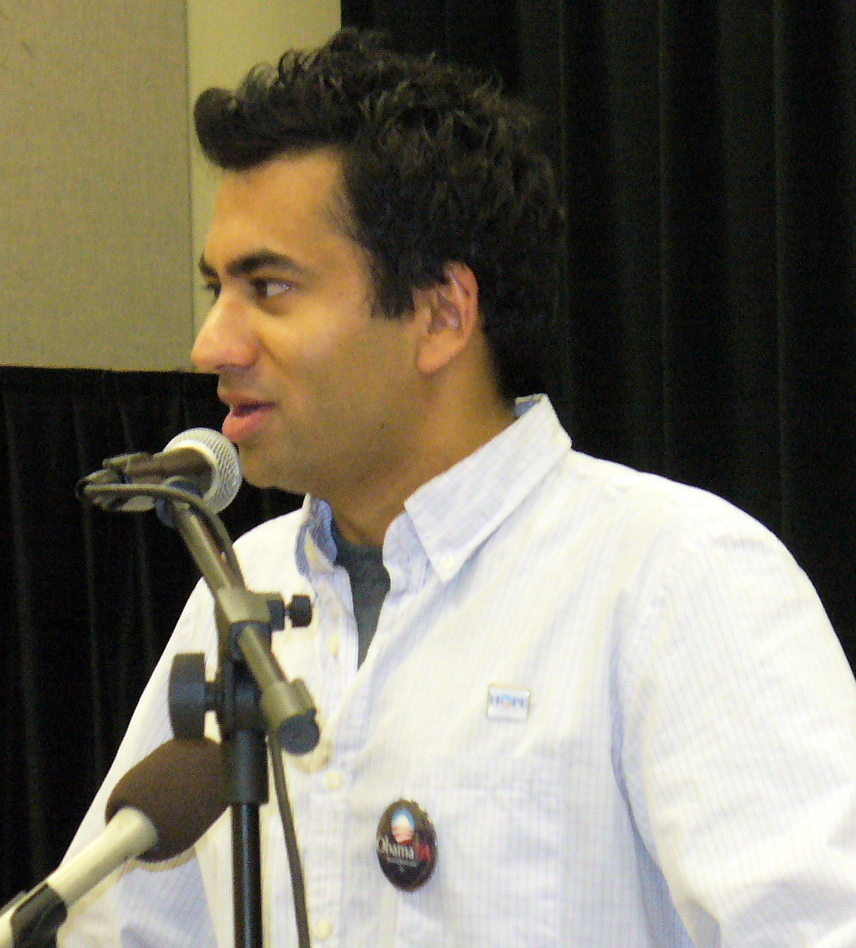
Kal Penn spielte Dr. Lawrence Kutner

Dr. Lawrence Kutner (Bewerber 6, später 9) war bis Folge 20 der fünften Staffel Sportmediziner. Den ersten Eindruck von ihm gewinnt House, als Kutner eine Patientin versehentlich in Brand setzt, weil er einen Defibrillator in einer mit Sauerstoff angereicherten Umgebung einsetzt. Ein ähnlicher Fehler unterläuft ihm, als er einen Wiederbelebungsversuch auf der feuchten Haut eines Patienten startet, was ihm bei House den Ruf als „professionellen Defibrillisten“ einbringt. Wegen seines Einsatzes gefährlicher Techniken ohne medizinisch angemessene Rücksicht auf die Gesundheit des Patienten schafft er es, sich gegen seine Mitbewerber durchzusetzen und schließlich im neuen Team von House zu landen, obwohl er zunächst schon recht früh von House aus dem Team entlassen worden war. Diese Entlassung wendete er jedoch in letzter Sekunde ab, als er vorschlug, einer Patientin Alkohol einzuflößen, um ihre Leberfunktion zu testen.
In Folge 20 der fünften Staffel begeht er überraschend mit der eigenen Schusswaffe Suizid. House glaubt zuerst nicht an einen Freitod, da ihm keinerlei suizidale Anzeichen aufgefallen sind. Stattdessen vermutet er, der Mörder von Kutners Eltern habe auch Kutner erschossen, doch jener war bereits verstorben. Daher vermutet House den kulturellen Konflikt als Auslöser. (Nachdem Kutners Eltern erschossen worden waren, wurde er von weißen Pflegeeltern großgezogen.) Die genauen Gründe bleiben schließlich ungeklärt. Das Ausscheiden von Dr. Kutner aus der Serie wurde durch den Wechsel des Schauspielers Kal Penn in ein Regierungsamt notwendig. Kutner tritt später in der Serie vereinzelt als Halluzination von House auf.

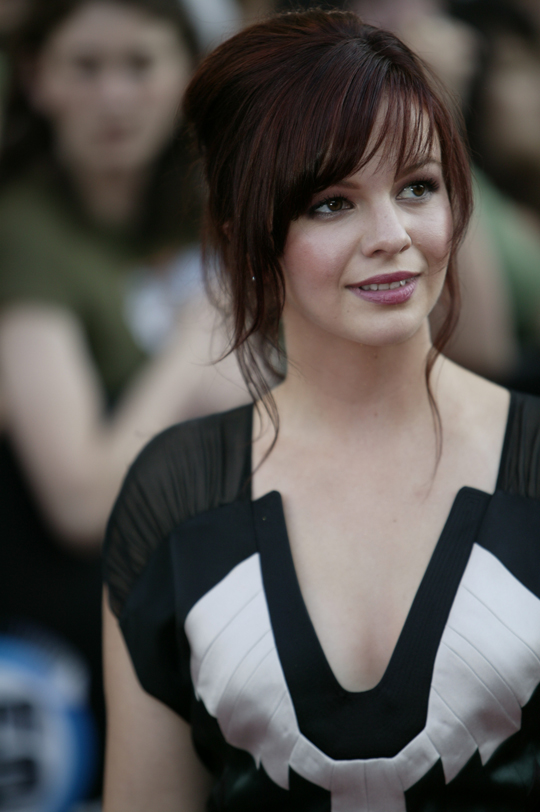
Amber Tamblyn spielte Martha M. Masters
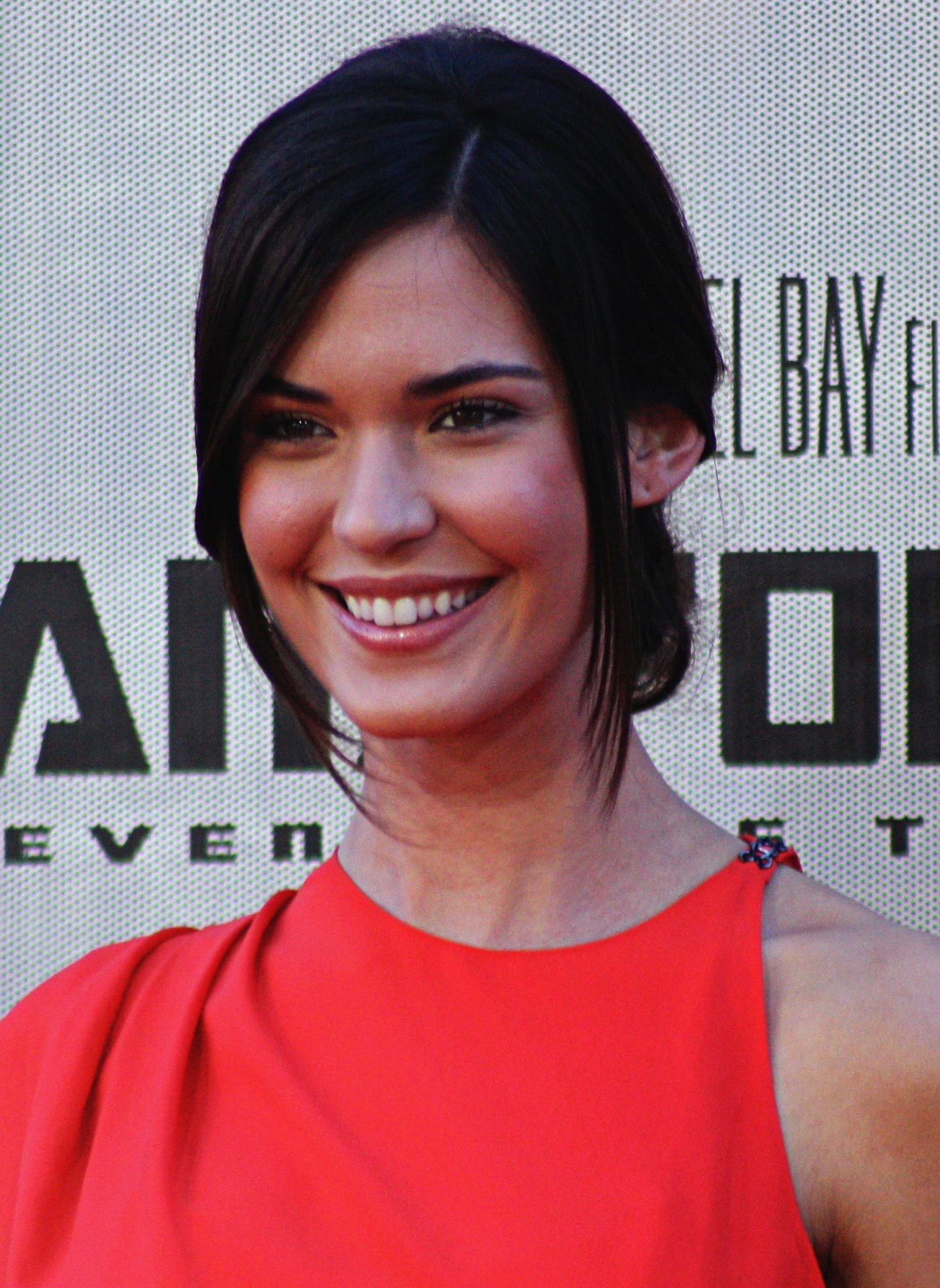
Odette Annable spielte Dr. Jessica Adams
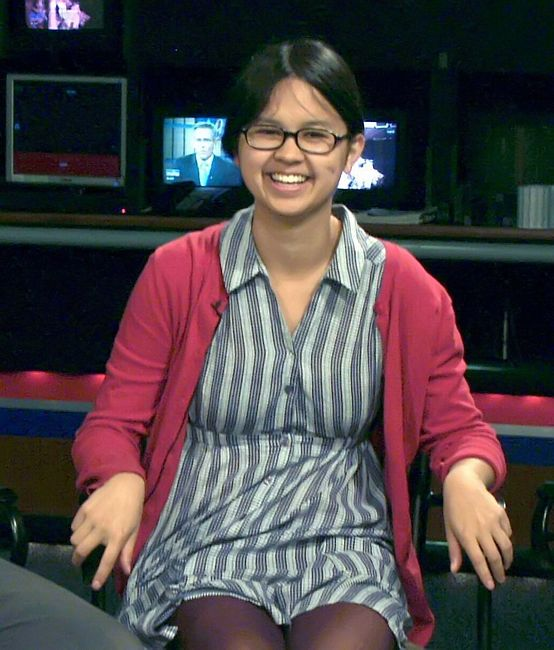
Charlyne Yi spielte Dr. Chi Park

#### Martha M. Masters, Ph.D.
Martha M. Masters, Ph.D. ist als Nachfolgerin von 13 in der 7. Staffel das von Cuddy gewünschte weibliche Mitglied des House-Teams. Sie studierte zunächst Mathematik und Kunstgeschichte und schloss beides mit einem Doktorgrad ab. Als sie zu House kam, studierte sie im dritten Jahr Medizin. Masters fiel vor allem durch ihren fast zwanghaften Hang zur Ehrlichkeit gegenüber Patienten auf. House gelingt es jedoch im Verlauf der 7. Staffel, sie dazu zu bringen, Patienten und deren Angehörige anzulügen. Nachdem sie ihr Studium beendet (Staffel 7, Folge 19) hat, verlässt sie das Team von House, da sie der Meinung ist, so nicht weitermachen zu können.

#### Dr. Jessica Adams
Dr. Jessica Adams ist in der ersten Folge der achten Staffel eine Gefängnisärztin. Sie wird allerdings entlassen, als sie sich bei dem Versuch, Houses Diagnose durchzusetzen, ihrem Chef widersetzt. Als House aus der Haft entlassen wird, nimmt er sie später in sein Team auf.

#### Dr. Chi Park
Dr. Chi Park ist vorerst das einzige Teammitglied, als House aus dem Gefängnis zurückkehrt. Sie stammt aus einer asiatischen Einwandererfamilie und hält Großzügigkeit und Geschenke für unnatürlich. Sie wurde aus der neurologischen Abteilung des Princeton Plainsboro entlassen, weil sie ihren Vorgesetzten geschlagen hat, nachdem dieser sie unsittlich berührt hat. Foreman teilt sie House zu, unterstützt aber auch ihren Wunsch, das Krankenhaus zu wechseln. Nachdem House in ihrem ersten gemeinsamen Fall (Staffel 8, Folge 2) erfolgreich war, beschließt Park im Princeton Plainsboro und damit im Team von House zu bleiben, auch auf die Gefahr eines Verfahrens gegen ihren vorherigen Chef, den Oberarzt der Neurologie, hin.

### Weitere Hauptdarsteller

#### Dr. James Wilson

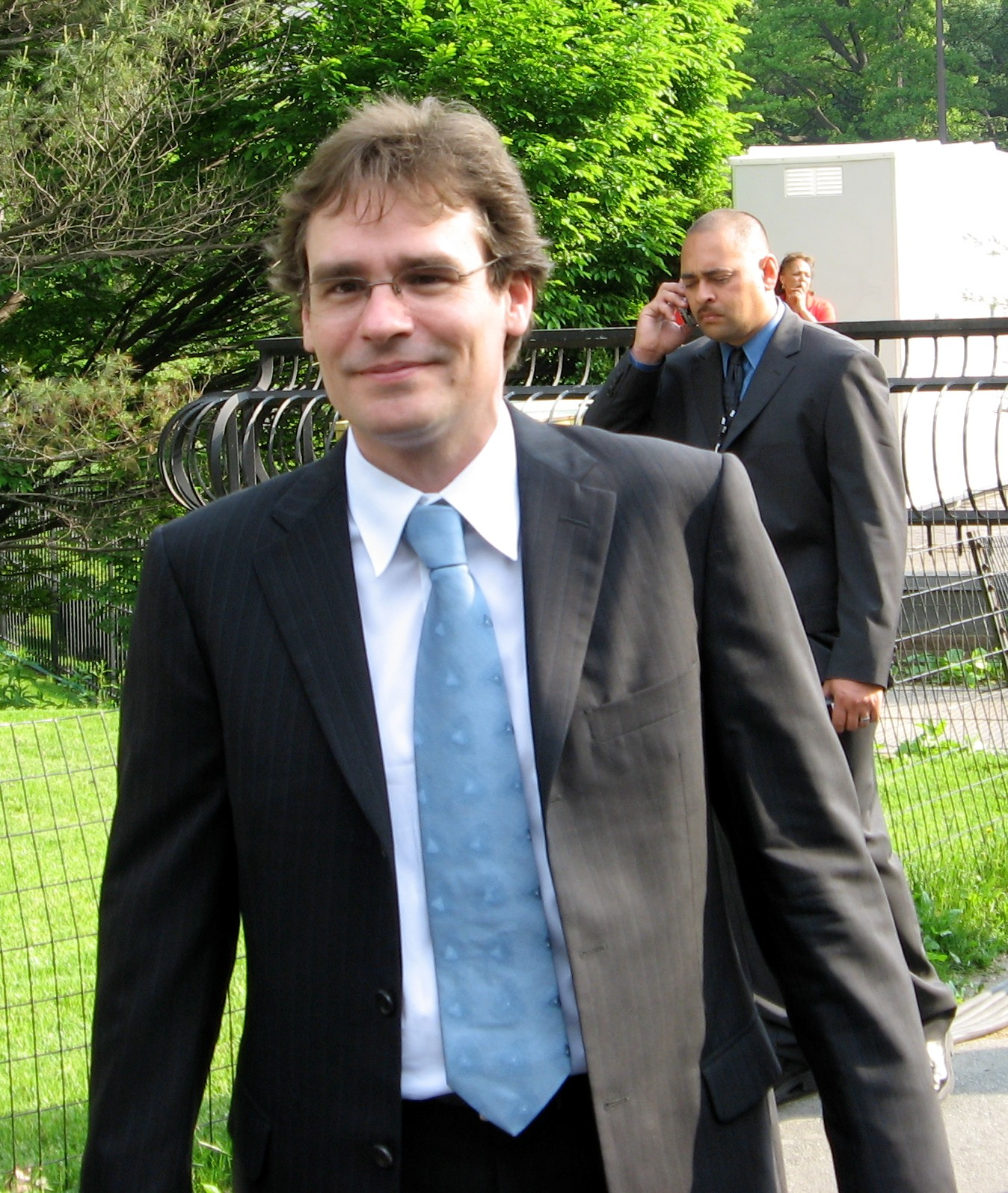
Robert Sean Leonard spielte Dr. James Wilson

Dr. James Wilson ist Leiter der Onkologie, Houses bester Freund und der Einzige, der mit seiner Art fast immer zurechtkommt. Sein Onkel starb an Krebs, worauf Wilson beschloss, sich auf Onkologie zu spezialisieren. Er war dreimal verheiratet und hat zwei Brüder, von denen einer obdachlos ist und seit neun Jahren vermisst wird. House sucht Wilson des Öfteren auf, auch wegen der Diagnose eines Patienten, und bekommt von ihm meist ungefragt die psychologischen Hintergründe seines Verhaltens oder das des Patienten erklärt. Oftmals sieht House in einer gewöhnlichen Konversation mit Wilson anhand der Dinge, die er erwähnt, eine Referenz zu den Symptomen des Patienten und findet dadurch häufig die Lösung des Falles.
House lernte er auf einer Tagung kennen, auf der ihm zu seiner Überraschung die Scheidungspapiere für seine erste Ehe überbracht wurden. Nachdem er sich betrank und wegen der Zerstörung eines teuren Spiegels (zu Unrecht, wie er später sagt) verhaftet wurde, stellte der ihm bis dahin unbekannte House Kaution, da seiner Meinung nach Wilson das einzig Interessante auf der gesamten Tagung gewesen sei.
In der zweiten Staffel trennen sich Wilson und dessen dritte Frau, nachdem sie ihm ein Verhältnis gestanden hat. Wilson selbst hatte zuvor auch Affären gehabt und seine Frau vernachlässigt. Die Frau Wilsons reichte die Scheidung ein. Wilson zog aus und wohnte mehrere Tage bei House. Obwohl House von Wilson genervt ist, verhindert er heimlich, dass dieser eine neue Wohnung findet. House gibt Wilson damit Zeit, den Schritt vom Ehestreit zur Scheidung zu überdenken. Schließlich nimmt sich Wilson doch einen Scheidungsanwalt und zieht bei House aus.
Als gegen House in der dritten Staffel wegen Tablettenabhängigkeit ermittelt wird, wird Wilsons Konto gesperrt und er kann zeitweise keine Rezepte mehr ausstellen, woraufhin er seine Praxis vorübergehend schließen muss.
Als Dr. Amber Volakis seine neue Freundin wird, versucht er das erfolglos vor House zu verheimlichen. Als Amber bei einem Unfall stirbt (in der Folge Im Kopf von House), der sich ereignete, als sie House aus einer Bar abholen sollte, gerät er in tiefe Depressionen und verlässt das Princeton Plainsboro am Anfang der 5. Staffel. Er gibt House zwar keine Schuld an ihrem Tod, macht ihm aber Vorwürfe wegen seiner verbitterten Art und ignoriert ihn für einige Zeit vollständig. Als ein paar Monate später jedoch Houses Vater stirbt, fährt er House auf Bitte dessen Mutter zur Beerdigung. House will aufgrund des angespannten Verhältnisses zu seinem Vater allerdings nicht zur Beerdigung und sabotiert die Fahrt. Nach der Beerdigung stellt Wilson fest, dass die Reise der größte Spaß seit dem Tod von Amber war. So erkennt er, dass House doch sein bester Freund und der wichtigste Mensch in seinem Leben ist, und kehrt darum wieder zum Princeton Plainsboro zurück.
Als Wilson seinen vermissten Bruder wieder kennenlernt, kann er keine brüderliche Beziehung mehr zu ihm aufbauen.
In der sechsten Staffel wohnt Wilson noch in der Wohnung, die er sich mit Amber teilte, und House zieht nach seiner psychiatrischen Behandlung vorübergehend bei ihm ein. House bemerkt, dass Wilson nachts Selbstgespräche mit Amber führt. Im Laufe der sechsten Staffel gründen House und Wilson endgültig eine WG und ziehen in eine größere Wohnung. Am Ende dieser Staffel jedoch erklärt Wilson House, dass er wieder mit seiner Ex-Frau Sam zusammenziehen möchte, nachdem die beiden sich im Laufe der Staffel wieder näher gekommen sind, und er deshalb wieder ausziehen solle. Daraufhin zieht House zurück in sein altes Appartement.
In der achten Staffel wird bei Wilson Krebs diagnostiziert. Da er eine Behandlung im Krankenhaus ablehnt und eine eigeninitiierte Chemotherapie keinen Erfolg bringt, bleiben ihm am Ende der Staffel nur noch fünf Monate zu leben. Da House zeitgleich wegen schwerer Sachbeschädigung für sechs Monate zurück ins Gefängnis müsste, täuscht dieser seinen Tod vor, um mit Wilson die noch verbleibende Zeit verbringen zu können.

#### Dr. Lisa Cuddy

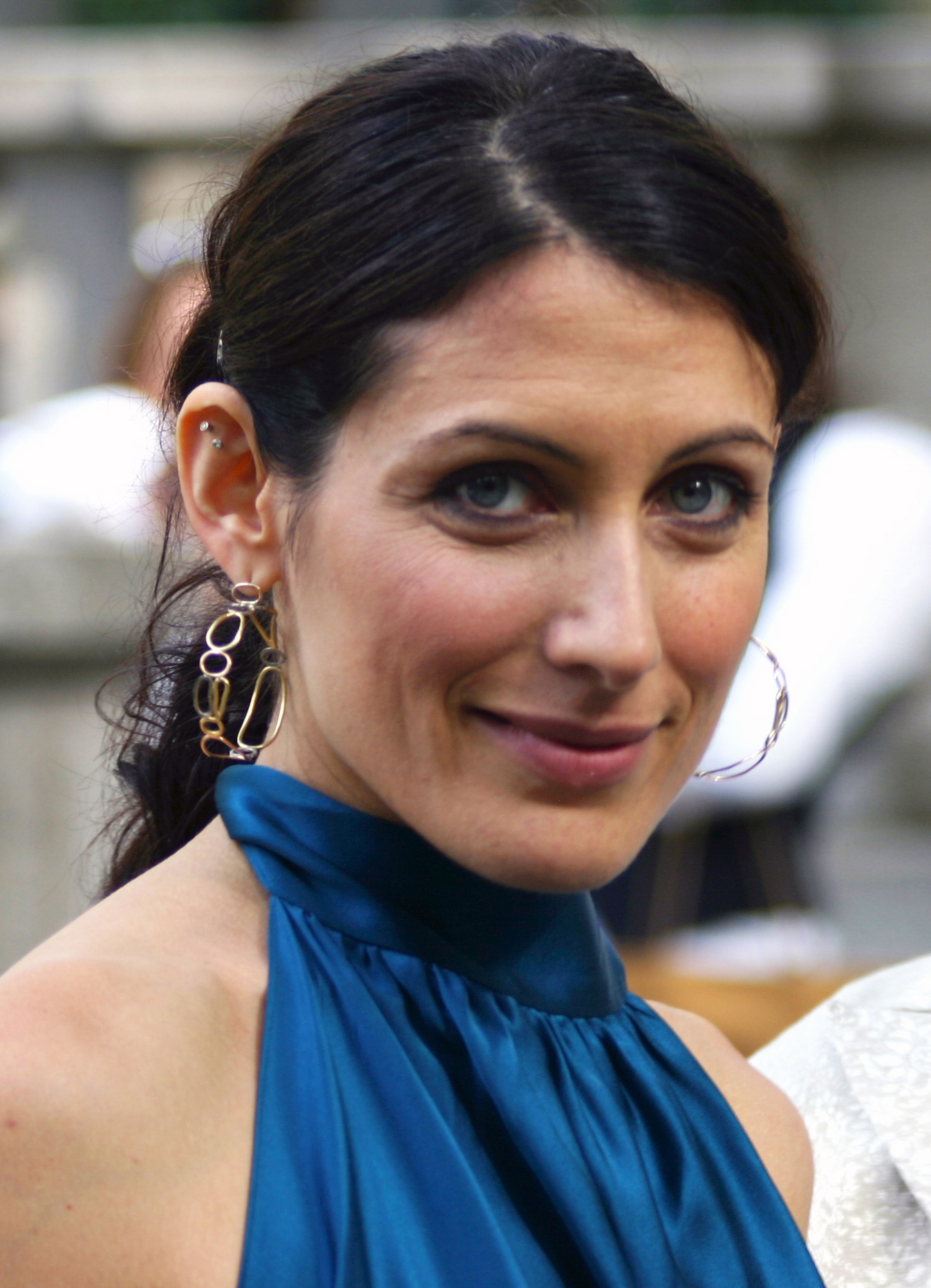
Lisa Edelstein spielte Dr. Lisa Cuddy

Dr. Lisa Cuddy ist Endokrinologin und als Leiterin des Princeton Plainsboro Teaching Hospital die direkte Vorgesetzte von Dr. House.
Cuddy war mit 29 Jahren sowohl der bisher jüngste ärztliche Direktor als auch die erste Frau in dieser Position (sie gab als Alter allerdings 32 an). Sie besuchte die Johns Hopkins School of Medicine zur selben Zeit wie House, was zu einem One-Night-Stand der beiden führte. Da House von der Universität verwiesen wurde, brach er damals den Kontakt zu Cuddy ab. Mit seinen Methoden geht sie selten konform: Immer wieder arten ihre Unterhaltungen in heftige Diskussionen aus, da sie Schwierigkeiten mit Houses unkonventionellem Vorgehen und seinem Umgang mit Patienten hat.
Sie ist unverheiratet und hat keine leiblichen Kinder. Nach mehreren erfolglosen künstlichen Befruchtungen adoptierte sie schließlich ein Kind, Rachel.
In der sechsten Staffel ist sie mit dem Privatdetektiv Lucas Douglas liiert. Im Staffelfinale („Help Me!“) erkennt sie, dass sie immer noch in House verliebt ist. Sie unterstützt ihn im Umgang mit seiner Medikamentensucht und erreicht, dass er kein Vicodin mehr einnimmt. Nachdem sie sich von getrennt hat, gesteht sie House ihre Liebe.
Gegen Ende der siebten Staffel beendet sie die von zahlreichen Konflikten geprägte Beziehung mit House, der dies nur schwer akzeptieren kann. Als Cuddy eine neue Beziehung beginnt, fährt House aus Eifersucht mit seinem Auto in ihr Haus.
Am 17. Mai 2011 kündigte Lisa Edelstein an, dass sie die Rolle der Lisa Cuddy aufgeben werde. In der achten Staffel taucht sie nicht mehr auf, und die Zuschauer erfahren, dass Cuddy gekündigt hat.

### Weitere Rollen
Stacy Warner (Staffeln 1 und 2) ist Anwältin und lebte mit House fünf Jahre lang in einer festen Partnerschaft zusammen. Bei seiner Operation traf sie gegen seinen Willen einige Entscheidungen für ihn, welche das gegenseitige Vertrauen zerstörten, obwohl sie ihm wahrscheinlich das Leben rettete, indem sie das abgestorbene Muskelgewebe in seinem Bein entfernen ließ. Zwei Jahre später heiratete sie Marc Warner. Als dieser erkrankt, liefert Stacy ihn ins Princeton Plainsboro Teaching Hospital ein und hofft, dass House ihn heilen kann. In der zweiten Staffel stellen beide fest, dass sie noch Gefühle füreinander haben, und Stacy ist kurz davor, ihren Mann zu verlassen, als House sie davon abhält. Er glaubt, es werde wieder genauso enden wie beim ersten Versuch, und meint, ein weiteres Mal werde er die Trennung nicht durchstehen. Daraufhin kündigt Stacy ihren Teilzeitjob als Juristin der Klinik und zieht mit ihrem beinahe genesenen Mann wieder zurück nach Hause.
Edward Vogler (Staffel 1) ist Besitzer einer Pharmafirma und Multimilliardär. Er stellt dem Princeton Plainsboro Teaching Hospital 100 Millionen Dollar zur Verfügung, unter der Bedingung, dass er Aufsichtsratsvorsitzender wird und unrentable Abteilungen geschlossen werden. Vor allem die Abteilung für Diagnostische Medizin mit ihren hohen Ausgaben und dem rebellischen House ist ihm ein Dorn im Auge. Er versucht, House und sein Team gegeneinander auszuspielen, um House loszuwerden. Dies gelingt ihm jedoch nicht. Als er mit dem Versuch scheitert, House, Wilson und schließlich Cuddy zu entlassen, verlässt er mitsamt seinen 100 Millionen Dollar das Krankenhaus.
Detective Michael Tritter (Staffel 3) kommt als Patient zu House in die Ambulanz. Nachdem er sich eine Zeit lang mit House gestritten hat, misst dieser seine Körpertemperatur und lässt Tritter mit einem Thermometer im Mastdarm allein im Behandlungszimmer zurück. Tritter beschwert sich bei Cuddy, welche House auffordert, sich bei Tritter zu entschuldigen. Da dies nicht geschieht, fängt Tritter an, Beweise für Houses Betäubungsmittelmissbrauch zu sammeln. Dabei zögert er nicht, auch die Mitglieder von Houses Team oder seinen Freund Wilson zu bedrängen, indem er deren Konten einfriert, Verschreibungslizenzen zurückziehen oder Autos beschlagnahmen lässt. Er bietet an, die Strafanzeige gegen House fallen zu lassen, wenn dieser eine Entziehungskur macht und zeigt, dass er sich geändert hat. Cuddy weigert sich, House weiter Rezepte für sein Schmerzmittel auszustellen, und House willigt schließlich in Tritters Vorschlag ein, da er den unfreiwilligen Entzug nicht mehr ertragen kann. Tritter lehnt jedoch ab, die Anzeige zurückzuziehen. Aufgrund einer Lüge von Dr. Cuddy nimmt das Gericht den Fall in der Vorverhandlung jedoch nicht zur Anklage an. Tritter verabschiedet sich bei House und äußert seine Hoffnung, dass er sich in ihm geirrt habe.
Dr. Amber Volakis (Staffel 4) war Radiologin und einer der 40 Bewerber (Nr. 24) für eine Stelle in Houses Team. Sie schreckt nicht vor miesen Tricks zurück und verteidigt dieses Verhalten sogar vor ihren Kollegen. Unter anderem wurde sie mit einigen anderen Kollegen von House abgestellt, seinen Wagen zu waschen. Mit den Worten, dass dies alles Zeitverschwendung sei, täuscht sie vor, das Team aus Protest zu verlassen, und schafft es so, alle Kollegen des Waschteams, bis auf Cole, zum Aufgeben zu bewegen. Diese intrigante Vorgehensweise bringt ihr den Spitznamen „Cutthroat Bitch“ (aus dem engl. etwa ‚Halsabschneiderschlampe‘, in der dt. Synchronisation ‚eiskaltes Biest‘) ein; unter diesem Namen ist sie auch in Houses Mobiltelefon abgespeichert. Durch ihre Bereitschaft, ungewöhnliche Ansätze zu wählen, schafft sie es trotz des allgemeinen Hasses, den sie auf sich zieht, unter die letzten vier. Sie wird schließlich von House entlassen, weil sie nicht akzeptieren kann, dass sie nicht immer richtig liegt.
Nach ihrer Entlassung beginnt sie ein Verhältnis mit Wilson. Sie und House buhlen bald um ihn und teilen sich die Zeit mit Wilson in Besuchsplänen auf. Später (in der Folge Im Kopf von House) ist sie zusammen mit House in ein Busunglück verwickelt, an dessen Folgen sie stirbt.
Sie erscheint House später mehrfach als durch Vicodinmissbrauch verursachte Halluzination.
Dr. Jeffrey Cole (Staffel 4) stellt sich als 18. Bewerber in Houses Team vor. Er ist ein Genetiker afroamerikanischer Herkunft und praktizierender Mormone, weswegen er sich stets den Angriffen des Atheisten House ausgesetzt sieht. Cameron wettet schließlich mit House, ob er Cole so weit bringen kann, ihn tätlich anzugreifen, was letztlich auch passiert, wobei House allerdings dagegen gewettet hatte. Cole versteht sich gut mit Kutner, bis er die Möglichkeit erhält, zwei Kollegen zur nächsten Entlassungsrunde durch House zu nominieren – und dabei Kutner wählt. House durchschaut, dass Cole sich heimlich mit Cuddy verbündet hat, weil sie Kutner wegen seiner Fehler loswerden wollte, und entlässt stattdessen Cole aus dem Team.
Dr. Travis Brennan (Staffel 4) ist Epidemiologe und Nr. 37 unter den Bewerbern. Er hat, wie sich später herausstellt, acht Jahre für Ärzte ohne Grenzen gearbeitet und somit Erfahrungen mit exotischen Krankheiten gesammelt. House legt ihm nahe zu kündigen, weil er ihn nicht entlassen möchte, nachdem er festgestellt hat, dass Brennan einen Patienten bewusst vergiftet, um die Symptome für seine falsche Diagnose hervorzurufen. Brennan kommt dieser Aufforderung nach.
Henry Dobson (Staffel 4) entschied früher über die Zulassung zum Studium an einer medizinischen Hochschule und besitzt keine ärztliche Ausbildung oder Approbation. Ihm wird während der Entscheidung, wer das begehrte Jobangebot bekommt, die Nummer 26 zugeteilt. Dennoch verfügt er über ein enormes Fachwissen, da er 30 Jahre lang Vorlesungen besucht hat. Nach seinem Alter gefragt, gibt er an, er sei 21, sofern es „nicht von Belang“ sei. House bemerkt, dass Dobson gar kein Arzt ist, gibt ihm aber weiterhin eine Chance, sich als „Assistent“ zu bewerben. Das Team weist er darauf hin, dass unter ihnen jemand ohne Zulassung sei, sagt aber nicht wer. Dobson zeichnet sich durch eine Denkweise aus, die der von House ähnelt, weshalb er schließlich aus dem Team entlassen wird: House brauche niemanden, der ihm sagt, was er schon weiß, stellt Dobson selbst fest, bevor House ihm die Begründung für diese Entscheidung liefern kann.
Dr. Samira Terzi (Staffel 4, Episoden 6 und 7) arbeitet bei der CIA, als sie House aufgrund der Krankheit eines Agenten konsultiert. Er bietet ihr daraufhin eine Position in seinem Team an, weshalb sie kündigt und zum Princeton-Plainsboro Hospital wechselt. Enttäuscht von ihren medizinischen Fähigkeiten, kündigt House ihr Arbeitsverhältnis jedoch nach den ersten Arbeitstagen.
Lucas Douglas (Staffel 5 und 6) ist ein Privatdetektiv, den House engagiert, um sein Team zu beschatten. Später setzt er ihn auch auf Cuddy und Wilson an. Die Rechnungen für das Honorar von Douglas lässt House zunächst über das Krankenhaus für die „Reparatur von Kaffeeautomaten“ laufen, bis Cuddy diesen Missbrauch von Geldern entdeckt und beendet. Ab Folge 6 der 6. Staffel tritt er als Freund von Dr. Lisa Cuddy wieder auf, welche sich mit ihm verlobt, ihn dann aber am Ende von Staffel 6 für House verlässt.

## Besetzung und Synchronisation
Die ersten fünf Staffeln wurden bei der Cine Entertainment Europe in Hamburg synchronisiert, die restlichen drei bei der FFS Film- & Fernseh-Synchron in Berlin. Die Folgen 95 bis 101 der fünften Staffel wurden im Studio Mitte in Berlin vertont. Für das Dialogbuch und die Dialogregie war Dieter B. Gerlach verantwortlich.

### Hauptdarsteller
| Schauspieler        | Rollenname                 | Hauptrolle (Episoden)                           | Hauptrolle (Staffeln) | Hauptrolle (Jahre) | Hauptrolle (∑ Episoden) | Gastrolle (Staffeln) | Gastrolle (Jahre) | Synchronsprecher     |
| ------------------- | -------------------------- | ----------------------------------------------- | --------------------- | ------------------ | ----------------------- | -------------------- | ----------------- | -------------------- |
| Hugh Laurie         | Dr. Gregory House          | 1–177                                           | 1–8                   | 2004–2012          | 177                     |                      |                   | Klaus-Dieter Klebsch |
| Lisa Edelstein      | Dr. Lisa Cuddy             | 1–110, 113–155                                  | 1–7                   | 2004–2011          | 153                     |                      |                   | Sabine Arnhold       |
| Robert Sean Leonard | Dr. James Wilson           | 1–88, 90–111, 113–155, 157–177                  | 1–8                   | 2004–2012          | 174                     |                      |                   | Robert Missler       |
| Jesse Spencer       | Dr. Robert Chase           | 1–110, 113–155, 160–177                         | 1–8                   | 2004–2012          | 171                     |                      |                   | Sascha Rotermund     |
| Omar Epps           | Dr. Eric Foreman           | 1–110, 113–155, 157–177                         | 1–8                   | 2004–2012          | 174                     |                      |                   | Dietmar Wunder       |
| Jennifer Morrison   | Dr. Allison Cameron        | 1–110, 113–118, 127, 177                        | 1–6                   | 2004–2010          | 117                     | 8                    | 2012              | Tanja Dohse          |
| Peter Jacobson      | Dr. Chris Taub             | 79–110, 113, 118–155, 160–177                   | 4–8                   | 2007–2012          | 88                      | 4                    | 2007              | Jaron Löwenberg      |
| Olivia Wilde        | Dr. Remy „Dreizehn“ Hadley | 79–110, 113–115, 118–133, 150–155, 158, 176–177 | 4–8                   | 2007–2012          | 60                      | 4                    | 2007              | Anja Stadlober       |
| Kal Penn            | Dr. Lawrence Kutner        | 79–106, 177                                     | 4–5                   | 2007–2009          | 28                      | 4, 5, 8              | 2007, 2009, 2012  | Markus Pfeiffer      |
| Amber Tamblyn       | Dr. Martha M. Masters      | 138–151, 177                                    | 7                     | 2010–2011          | 14                      | 8                    | 2012              | Julia Kaufmann       |
| Odette Annable      | Dr. Jessica Adams          | 156, 158–177                                    | 8                     | 2011–2012          | 21                      |                      |                   | Sarah Riedel         |
| Charlyne Yi         | Dr. Chi Park               | 157–177                                         | 8                     | 2011–2012          | 21                      |                      |                   | Gabrielle Pietermann |

Anmerkungen:
1. ↑  Der Darsteller wird erst seit Folge 133 im Vorspann geführt, gehörte aber schon vorher zum Hauptcast.
2. ↑  Die Darstellerin wurde nur von Folge 133 bis 155 im Vorspann geführt, gehörte jedoch vorher bzw. nachher zum Hauptcast.
3. 1 2  Die Darsteller wurden nicht im Vorspann geführt, gehörten aber zum Hauptcast.

### Gast- und Nebendarsteller
| - Sasha Alexander als Nora (6x11) - Carmen Argenziano als Henry Dobson - Bobbin Bergstrom als Krankenschwester - Andy Comeau als Dr. Travis Brennan - Anne Dudek als Dr. Amber Volakis - Fred Durst als Barkeeper (4x16) - Sherilyn Fenn als Mrs. Soellner (5x11) - Edi Gathegi als Dr. Jeffrey Cole - Currie Graham als Mark Warner - Judy Greer als Morgan West (5x18) - James Earl Jones als Präsident Dibala (6x03) - Jennifer Crystal als Rachel Taub | - LL Cool J als der zum Tode verurteilte Mörder Clarence (2x01) - Chi McBride als Edward Vogler - John Larroquette als Gabriel Wozniak (3×07) - Meat Loaf als Eddie Novack (5x20) - Leighton Meester als Ali, die Dr. House zu Beginn der dritten Staffel stalkt (3x03–3x04) - Michael Michele als Dr. Samira Terzi - David Morse als Detective Michael Tritter - Joe Morton als Senator Wright (1x17) - Mos Def als Lee (5x19) - Piper Perabo als Honey (3x22) - Franka Potente als Lydia Bohm, Affäre und Komplizin von House (6x01–6x02) - Jeremy Renner als Rockstar Jimmy Quidd (4x09) | - Mira Sorvino als Dr. Cate Milton (4x11) - Michelle Trachtenberg als Melinda Bardach (2x16) - Robin Tunney als Rebecca Adler (1x01) - Sela Ward als Stacy Warner - Cynthia Watros als Wilsons Ex-Frau Sam - Michael Weston als Lucas Douglas - Karolina Wydra als Houses Ehefrau Dominika - Meta Golding als Robin - Peter Weller als Dr. Penza - Tyson Ritter als sich selbst (3x17) - Keiko Agena als Dr. Cheng (7x05) - Jack Coleman als Joe Dugan (7x06) | - Linda Park als Wendy Lee (7x21) - Shohreh Aghdashloo als Afsoun Hamidi (7x23) - Amanda Seyfried als Pam (1x11) |

## Serienstil

### Aufbau der Episoden
Fast jede Folge beginnt mit dem zukünftigen Patienten, der gerade die ersten Anzeichen der Erkrankung zeigt. In der nächsten Szene sieht man Dr. House, der von der bevorstehenden Aufgabe erfährt, woraufhin er mit seinem Team mittels Differenzialdiagnose die Krankheitssymptome analysiert. Dieses und andere Handlungselemente erinnern stark an die weniger erfolgreiche Serie Medical Investigation. Im weiteren Verlauf erschweren häufig Lügen der Patienten oder als unwichtig gewertete und daher nicht erwähnte Details eine zügige Diagnose. Dabei greift die Serie fast regelmäßig auf das Stilmittel zurück, dass die zuerst gewählte Behandlung zu einer scheinbaren Besserung des Gesundheitszustandes führt, der Patient jedoch einen Rückschlag in Form drastischer Symptome wie zum Beispiel eines epileptischen Anfalls erleidet. Gegen Ende der Episode kommt House oft durch eine Situation oder Bemerkung, die nichts mit dem eigentlichen Fall zu tun hat, auf die letztlich richtige Diagnose.
In den ersten drei Staffeln war eine Episode in der Regel zweigeteilt. Neben dem eigentlichen Fall entfällt einige Zeit auf den Ambulanzdienst, den House trickreich, aber oft erfolglos zu umgehen sucht. (In den USA ist in Krankenhäusern die Erstversorgung in der Klinikambulanz kostenlos, daher sind diese in der Regel überfüllt und die Ärzte müssen einige Stunden in der Woche dort mitarbeiten.)  Diese Szenen bieten in der Regel Gelegenheit, den speziellen Humor von Dr. House und seine Fähigkeit zu überraschenden Schnelldiagnosen in die Episode einzuflechten. Häufig erzählt der Ambulanzdienst eine eigene kleine Geschichte um einen zweiten Patienten. In einigen Folgen sind es Bemerkungen oder Umstände im Ambulanzdienst, die House auf die richtige Fährte des „Hauptfalls“ der Episode bringen. Mit Voranschreiten der Serie musste der Praxisdienst aufgrund inhaltlicher Entscheidungen und der Schwierigkeit, noch immer eine „zweite Geschichte“ pro Episode an der Hand zu haben, zurücktreten.
Bei vielen operativen Eingriffen oder der Umschreibung der Krankheit werden Computergrafiken und Latexmodelle verwendet, die das Innere des Kranken und Krankheitserreger bildschirmfüllend darstellen, ähnlich wie bei den CSI-Fernsehserien.

### Parallelen zu Sherlock Holmes
Die ursprüngliche Idee war es, einen Krimi in ein medizinisches Umfeld zu versetzen. „Durch die Lügen und Geheimnisse der Patienten sollte man auf die Diagnose kommen“, so David Shore, der Erfinder von Dr. House. Die Figur des Gregory House soll an den Roman-Detektiv Sherlock Holmes erinnern. Als Arthur Conan Doyle Sherlock Holmes erschuf, hatte er die Idee, einen Detektiv zu kreieren, der ein Verbrechen so behandelt, wie ein Arzt eine Krankheit behandelt. Und in der Tat gibt es Gemeinsamkeiten zwischen beiden Figuren.
Die markanteste Parallele liegt in der Arbeitsweise von Holmes und House. Sowohl Holmes als Detektiv als auch House als Arzt sind wahrscheinlich die kompetentesten Experten in ihrem Gebiet und nutzen oft auch ungewöhnliche Methoden, um der Lösung ihres Falles näher zu kommen, was sie von ihren Kollegen abhebt. Dies wird auch durch die Einzigartigkeit ihrer Berufe untermauert. Während Holmes des Öfteren besonderen Wert darauf legt, er sei „der einzige beratende Ermittler“ (“The world’s only consulting detective”) und unabhängig von der staatlichen Polizei, ist auch das Princeton-Plainsboro laut Dr. Cuddy das einzige Krankenhaus, das eine Abteilung für Diagnostische Medizin besitzt, die auch nur wegen House existiert. Außerdem versuchen sich beide nach Möglichkeit die Fälle selbst auszusuchen, die sie interessieren, da ihnen nach eigenen Angaben nicht das Wohl der Menschen oder Anerkennung wichtig ist, sondern der Reiz und die Erfüllung, ein Rätsel zu lösen. Dass sie dabei Menschen helfen, sei nur ein positiver Nebeneffekt.
Wie Sherlock Holmes beobachtet Dr. House seine Patienten genau und beherrscht die Fähigkeit, aus Kleinigkeiten wie Kleidung, Gang, Hautverfärbungen usw. Schlussfolgerungen zu ziehen, was ihm bei der Krankendiagnose zu Hilfe kommt. Während Holmes sich oftmals lediglich die Geschichte eines Klienten anhören muss, um erste Schlüsse ziehen zu können, genügt auch House oftmals alleine das Wissen um den Beruf, die Umgebung oder besondere Gewohnheiten eines Patienten, um zu erahnen, woran dieser erkrankt sein könnte.
Hin und wieder spielt House zur Entspannung oder für seinen Freund Wilson Klavier, wie in einigen Episoden zu sehen ist. Außerdem beherrscht er ein weiteres Instrument – die Gitarre. Dies ist eine Parallele zu Holmes’ Violine. Holmes spielt ebenfalls, um seine Gedanken zu ordnen oder Watson eine Freude zu machen.
Beide konsumieren Drogen: Während Holmes gelegentlich Kokain und Morphin konsumiert, nimmt House regelmäßig Vicodin ein.
Eine weitere Parallele liegt in der nicht nur phonetischen Ähnlichkeit der Nachnamen der beiden Hauptfiguren (House bedeutet Haus, Holmes erinnert an home, also Zuhause) sowie der vollständigen Namen ihres jeweiligen einzigen richtigen Freundes (Dr. James Wilson bei Dr. House verglichen mit Dr. John Watson bei Sherlock Holmes). Ebenfalls wird in der Folge Ziemlich allerbeste Freunde Wilson in einer Halluzination als Dr. Watson angesprochen.
Darüber hinaus soll bereits in der Pilotfolge der Name der Patientin Rebecca Adler auf Irene Adler aus A Scandal in Bohemia verweisen. In der Episode 11, Staffel 5 wird House zur Weihnachtszeit von sich selbst mit einem Buch beschenkt. Der Autor des Buches ist Joseph Bell, der Mann, der für Doyle die Vorlage für Sherlock Holmes darstellte. Dr. Wilson behauptete zunächst, dass eine gewisse  Irene Adler, in die sich Dr. House verliebt hätte, die Absenderin sein müsste und ihm jedes Jahr zu Weihnachten ein Buch schenke, erklärte dann allerdings, dass er selbst bereits vor einem Jahr House das Buch geschenkt hatte. In A Scandal in Bohemia glaubt Watson, dass Holmes von Irene Adler fasziniert sei, da er ihr Foto aufbewahrt und immer wieder betrachtet. Außerdem wird House in der letzten Folge der zweiten Staffel von einem Mann namens Jack Moriarty angeschossen, was auf Sherlock Holmes’ Erzfeind Professor Moriarty verweist.
In der Episode 7, Staffel 5 ist zu erkennen, dass House seine Hausschlüssel und sein Vicodin von dem Buch „The Memoirs of Sherlock Holmes“ von Sir Arthur Conan Doyle aufnimmt. Zuvor (Episode 10, Staffel 4) hatte er eine „zweite Ausgabe von Doyle“ als Wichtelgeschenk erhalten. Holmes wohnt in der Baker Street 221b. House wohnt ebenfalls in einem Haus mit der Nummer 221 und in der Wohnung B (Episode 7, Staffel 2). In der Episode Fehlerkultur (Staffel 7, Episode 13) ist auf seinem Führerschein die Adresse 221 Baker Street, Apt. B, Princeton, NJ 08542 zu sehen, die ebenfalls in der Episode Henry und die Frauen (Staffel 8, Episode 17) auf dem Bescheid der US-Einwanderungsbehörde für Houses Ehefrau Dominika zu sehen ist, während in der Episode Mitgefangen, mitgehangen (Staffel 6, Episode 17) in Houses Akte noch angegeben war, dass er in 519 Morehall Street wohne.
Im Serienfinale (Staffel 8, Episode 22) hat Dr. Wilson nur noch 5 Monate zu leben, während Dr. House für 6 Monate ins Gefängnis soll. Um dennoch die restliche Zeit mit Dr. Wilson verbringen zu können, inszeniert Dr. House seinen eigenen Tod und zeigt sich nur Dr. Wilson als noch lebend. Was Dr. House nach Dr. Wilsons Tod macht, bleibt ungewiss, allerdings erwarten einen offiziell lebenden Dr. House mehrere Jahre Freiheitsentzug. Sherlock Holmes taucht nach seinem Kampf gegen Professor Moriarty in Das letzte Problem ebenfalls für einige Jahre unter und lässt die Welt (und sogar Watson) im Glauben, er sei gestorben, als er zusammen mit Moriarty den Reichenbachfall hinuntergestürzt war, bis er schließlich in Das leere Haus in der Arztpraxis von Dr. Watson auftaucht und seinen alten Freund damit überrascht. Der deutsche Titel der letzten House-Episode lautet Letzter Akt: Reichenbachfall, der Originaltitel lautet Everybody Dies.

### Lupus und Sarkoidose
Ein wiederkehrendes Element bis Anfang der 4. Staffel war der Verdacht auf Lupus. Zunächst manifestierte sich dieses Element nur dadurch, dass Lupus unverhältnismäßig oft als Diagnose angenommen wurde, dann aber doch nicht zutreffend war. Dieses Element wurde dann innerhalb der Serie und um sie herum immer weiter ausgebaut: Auf der DVD zur 2. Staffel gibt es ein Special Feature „Vielleicht ist es Lupus?“ und es gibt ein offizielles Merchandise-T-Shirt mit der Aufschrift „It’s not Lupus“. Auch der Reinigungsangestellte, mit dem House in der ersten Folge der vierten Staffel zusammenarbeitet, schlägt Lupus vor. House versteckt Vicodin in einem ausgehöhlten Buch über Lupus und sagt: „Es ist eben nie Lupus.“, und als die Diagnose dann doch einmal zutrifft, freut er sich darüber, dass er „endlich einen geilen Fall von Lupus“ hätte. Der Erfinder von House, David Shore, erhielt vom Los-Angeles-Zweig der Lupus-Stiftung den Loop Award dafür, das Bewusstsein für Lupus zu fördern. Zu Beginn der 8. Staffel kehrt Lupus als Verdacht in den Fokus zurück, allerdings wird dieser nunmehr nicht weiter verfolgt, sondern gleich als absurd oder unmöglich abgetan.
Zudem wird in fast jeder Folge Sarkoidose in Betracht gezogen und z. T. auch weiter verfolgt, stellt sich aber nur einmal (Staffel 5, Episode 22: „Grenzen verschwimmen“) als richtige Diagnose heraus.

## Kritik
Die deutschsprachigen Leitmedien beurteilten Dr. House recht unterschiedlich. Die Süddeutsche Zeitung attestierte der Serie eine Inszenierung, die „recht konventionell und allenfalls leidlich unterhaltsam nach dem bekannten Muster“ verlaufe. In Anspielung auf die bisweilen an CSI erinnernde Kameraführung meinte die Zeitung: „Da helfen auch einige Blutbahn-Ausflüge wenig, bei denen die Kamera durch die Adern der Patienten eilt.“ Die Frankfurter Allgemeine Zeitung hingegen nannte Dr. House den „miesepetrigsten Mediziner der Fernsehgeschichte“ und die Serie „ganz und gar großartig“. Die Zeitung sieht den Serienhelden „in der Tradition der großen Fernsehekel Alfred Tetzlaff und Al Bundy.“ Die Neue Zürcher Zeitung wiederum stellt die Serie in Zusammenhang mit den etwa gleichzeitig präsentierten Krankenhaus-Serien Grey’s Anatomy und Nip/Tuck: Diese Serien würden nun die gefühlsduseligen Soap-Doktoren der neunziger Jahre ablösen.

### Realismus der Handlung der Serie
Lisa Sanders, eine medizinische Beraterin der Serie, äußert sich dazu in einem Interview mit der Zeitschrift Focus: „Es gibt viele unrealistische Aspekte in der Show. Im Serienkrankenhaus arbeiten zum Beispiel weder Krankenschwestern noch Techniker. Die Ärzte ordnen Tests selbst an, führen sie eigenhändig durch und interpretieren sie anschließend auch noch. Selbst Routinetätigkeiten wie Blut abnehmen übernehmen sie.“

### Fachliche Qualität der Serie
Die fachliche Qualität der Serie wurde überwiegend positiv bewertet. So betonte etwa Harald Haynert, wissenschaftlicher Mitarbeiter am Institut für Ethik und Kommunikation im Gesundheitswesen der Universität Witten/Herdecke, dass Dr. House „fachlich genial“ sei, seine menschlichen und kommunikativen Fähigkeiten bemängelte er jedoch als „fatal unterentwickelt“. Jürgen Schäfer, Professor an der Philipps-Universität Marburg (als Leiter des Zentrums für unerkannte und seltene Erkrankungen), äußerte 2008 in einem Interview, dass er einige Folgen der Serie in seinen Lehrplan aufnehmen wolle. „Es gibt Diagnosen, die extrem stimmig sind. Die Fälle sind teilweise so gut recherchiert, dass ich selbst manchmal nachschlagen muss“, so Schäfer. 2010 wurde er für diese Lehrmethode mit dem Ars legendi-Preis für exzellente Hochschullehre ausgezeichnet.
Eine für die Vorlesungen verwendete Folge (Staffel 7, Folge 11) brachte Schäfer im Jahr 2012 auf eine lebensrettende Diagnose für einen schwer herzkranken und fast erblindeten Patienten – dieser litt an einer Kobalt-Vergiftung aufgrund eines nicht fachgerecht eingesetzten metallischen Hüftimplantats, das durch zurückgebliebene Splitter eines vorigen, defekten Keramikimplantats langsam zerstört wurde, wodurch Metallpartikel in den Körper gerieten. Ein Artikel über diese ungewöhnliche Diagnosefindung brachte es unter dem Titel Kobaltvergiftung mit der Hilfe von Dr. House diagnostiziert (engl. „Cobalt intoxication diagnosed with the help of Dr House“) bis in das renommierte medizinische Fachjournal The Lancet.
Gelobt wird vor allem die Tatsache, dass seltene Krankheiten nicht sofort ausgeschlossen werden und so das Bewusstsein für sie gesteigert werden könnte. Die zynische, arrogante Art von Dr. House rücke Ärzte jedoch in ein falsches Licht und rege möglicherweise Vorurteile an. Soziale Kompetenz und Kommunikation mit den Patienten seien wichtige Bestandteile des Arztberufs.

## Ausstrahlung

### Vereinigte Staaten
In den USA wurde Dr. House auf FOX ausgestrahlt und gehörte stellenweise zu den Serien mit den höchsten Einschaltquoten.
Das Finale der zweiten Staffel erreichte 25,5 Mio. Zuschauer, wobei die Staffel damit durchschnittlich mehr als 17 Mio. Zuschauer pro Episode hatte. Im Vergleich zur ersten Staffel (durchschnittlich 13 Mio. Zuschauer) konnte Dr. House somit mehr als 30 % an Zuschauern gewinnen.
Die siebte Staffel startete in den USA am 20. September 2010, während die achte Staffel am 3. Oktober 2011 mit der Folge Twenty Vicodin begann. Der Sender Fox gab am 8. Februar 2012 bekannt, dass die damals laufende achte Staffel auch die letzte Staffel der Serie sein wird. Diese Entscheidung sei vom Produzententeam der Serie, David Shore, Katie Jacobs und Hugh Laurie getroffen worden. House endete schließlich nach 177 Episoden am 21. Mai 2012.

### Deutschland
In Deutschland wurde Dr. House ab dem 9. Mai 2006 auf RTL ausgestrahlt. Auf ihrem Sendeplatz, dienstags zunächst 22.15 Uhr und später 21.15 Uhr, konnte die Serie im Schnitt über fünf Mio. Zuschauer und einen Marktanteil von bis zu 33 % in der für den Sender werberelevanten Zielgruppe 14–49 Jahre erreichen. Es wurden bei einzelnen Folgen sogar Werte von über sechs Mio. Zuschauer im Gesamtpublikum gemessen. Damit lag die Serie deutlich über dem Senderschnitt. Bis zum 11. Juli 2006 war der Sendeplatz noch 22.15 Uhr; erst nach der Verlegung auf 21.15 Uhr gingen die Zuschauerquoten der Serie deutlich in die Höhe. In der TV-Saison 2007/08 war Dr. House das erfolgreichste Format überhaupt in der werberelevanten Zielgruppe. RTL begann mit der Ausstrahlung der fünften Staffel am 3. März 2009 und beendete sie zwischenzeitlich am 21. April 2009. Anschließend kam es am 1. September 2009 zur weiteren Ausstrahlung, beginnend mit der Folge „Ultima ratio“ auf RTL. Nach Ausstrahlung der Folge „Der größte Schritt“ am 17. November 2009 auf RTL wurde die aktuelle Staffel erneut ausgesetzt, um Wiederholungen der 3. Staffel zu senden; ab dem 15. Dezember 2009 wurde die 4. Staffel wiederholt. Ab dem 9. März 2010 setzte RTL die fünfte Staffel dienstags um 21.15 Uhr fort, um ab dem 6. April 2010 zur gewohnten Uhrzeit die 6. Staffel von Dr. House zu senden. Vom 14. September 2010 bis 4. Januar 2011 setzte RTL die sechste Staffel fort. Zwischen dem 5. April und dem 13. Dezember 2011 wurde die siebte Staffel auf RTL ausgestrahlt und ab dem 6. März 2012 bis zum 4. Dezember 2012 auch die endgültig letzte Staffel bei RTL.
| Staffel | Episoden | Sendezeitraum                                | Einschaltquoten | Einschaltquoten | Sendeplatz          | Sender |
| Staffel | Episoden | Sendezeitraum                                | 14 bis 49       | Gesamt          | Sendeplatz          | Sender |
| ------- | -------- | -------------------------------------------- | --------------- | --------------- | ------------------- | ------ |
| 1       | 6        | Mai bis Juli 2006                            | ø 19,3 %        | ø 13,5 %        | dienstags 22.15 Uhr | RTL    |
| 1       | 16       | Juli bis Oktober 2006                        | ø 19,3 %        | ø 13,5 %        | dienstags 21.15 Uhr | RTL    |
| 2       | 24       | Oktober 2006 bis April 2007                  | ø 26,0 %        | ø 16,3 %        | dienstags 21.15 Uhr | RTL    |
| 3       | 14       | September bis Dezember 2007                  | ø 30,9 %        | ø 18,2 %        | dienstags 21.15 Uhr | RTL    |
| 3       | 10       | März bis Mai 2008                            | ø 30,9 %        | ø 18,2 %        | dienstags 21.15 Uhr | RTL    |
| 4       | 16       | August bis Dezember 2008                     | ø 30,5 %        | ø 17,6 %        | dienstags 21.15 Uhr | RTL    |
| 5       | 20       | März bis Juli 2009                           | ø 27,5 %        | ø 16,1 %        | dienstags 21.15 Uhr | RTL    |
| 5       | 4        | März 2010                                    | ø 22,6 %        | ø 13,9 %        | dienstags 21.15 Uhr | RTL    |
| 6       | 6        | April bis Mai 2010                           | ø 21,1 %        | ø 12,9 %        | dienstags 21.15 Uhr | RTL    |
| 6       | 16       | September 2010 bis Januar 2011               | ø 21,1 %        | ø 12,9 %        | dienstags 21.15 Uhr | RTL    |
| 7       | 9        | April bis Mai 2011                           | ø 18,2 %        | ø 11,4 %        | dienstags 21.15 Uhr | RTL    |
| 7       | 14       | September bis Dezember 2011                  | ø 18,2 %        | ø 11,4 %        | dienstags 21.15 Uhr | RTL    |
| 8       | 22       | März bis Dezember 2012 (mit Unterbrechungen) | ø 15,3 %        | ø 9,9 %         | dienstags 21.15 Uhr | RTL    |

### Österreich
In Österreich wurde die Serie seit dem 14. Juni 2007 jeden Donnerstag um 20.15 Uhr auf ORF eins ausgestrahlt. Nach dem vorzeitigen Ende der nicht in der richtigen Reihenfolge ausgestrahlten 1. Staffel begann der ORF am 29. August mit der Ausstrahlung der 3. Staffel. Im Dezember 2007 begann die erstmalige Ausstrahlung der 2. Staffel, von Februar bis Mai 2008 wurden wieder Folgen der 3. Staffel ausgestrahlt. Die Erstausstrahlung der 4. Staffel begann am 28. August 2008 mit einer Doppelfolge und endete am 4. Dezember. Ab 26. Februar 2009 wurde die 5. Staffel erstmals ausgestrahlt. Die letzte ausgestrahlte Folge der 5. Staffel war im ORF am 16. April 2009. Am 3. September 2009 strahlte der ORF eine Doppelfolge aus der 5. Staffel (Episode 9 und 10) aus und begann damit wieder die wöchentliche Ausstrahlung von Dr. House. Am 1. April 2010 begann der ORF mit der Ausstrahlung der 6. Staffel. Nach der Sommerpause wurde die sechste Staffel vom 9. September bis 23. Dezember 2010 fortgesetzt. Die 7. Staffel wurde seit dem 24. März 2011 auf ORF eins gezeigt. Nach der erneuten Sommerpause wurde die 7. Staffel am 1. Dezember 2011 mit einer Doppelfolge beendet. Ab 1. März 2012 begann der ORF mit der Ausstrahlung der ersten neun Episoden der aktuellen 8. Staffel. Die letzte Folge „Reichenbachfall“ wurde am 3. Dezember 2012 ausgestrahlt.

### Schweiz
In der Schweiz wurde Dr. House seit dem 1. Mai 2006 auf SRF zwei ausgestrahlt. Der Sendeplatz war auf Montag 20.00 Uhr festgelegt. Die 3. Staffel startete auf dem Schweizer Sender am 3. September 2007. Die Ausstrahlung der 4. Staffel begann am 25. August 2008 auf SRF zwei. Die fünfte Staffel begann am 23. Februar 2009, wurde am 13. April 2009 unterbrochen und am 24. August 2009 wieder fortgesetzt. Von der sechsten Staffel wurden sechs Folgen von April bis Mai 2010 gesendet. Die weiteren Folgen wurden vom 30. August bis 13. Dezember 2010 gezeigt. Die siebte Staffel wurde ab dem 4. April 2011 ausgestrahlt. Die Ausstrahlung der achten Staffel erfolgt seit dem 27. Februar 2012 auf SRF zwei. Die letzte Folge „Reichenbachfall“ wurde am 3. Dezember 2012 ausgestrahlt.

## Soundtrack
Die Titelmusik des Vorspanns in der amerikanischen Originalversion der Serie stammt von der britischen Gruppe Massive Attack. Es handelt sich um den Titel Teardrop aus dem Album Mezzanine von 1998.
Da in einigen (vor allem europäischen) Ländern die Rechte für die Verwendung des Liedes als Titelsong nicht bestanden, wurde für den Vorspann von Scott Donaldson und Richard Nolan ein Stück namens House komponiert. Für die zweite Staffel wurde von Jason Derlatka und Jon Ehrlich erneut eine neue, einheitliche Intromelodie komponiert. Aufgrund eines technischen Fehlers hatte RTL bei der Erstausstrahlung der ersten Folge der vierten Staffel ebenfalls Teardrop als Titelmusik verwendet. Ein RTL-Sprecher bezeichnete dies als einen „einmaligen Ausrutscher“. Dieser „Fehler“ ist auch auf der DVD-Version der 4. Staffel zu finden.
Bei den europäischen DVD-Versionen der 2. und 3. Staffel von Dr. House wird (im Gegensatz zu der DVD-Version der 1. Staffel) die englische Tonspur Teardrop verwendet.
Am 19. Oktober 2007 wurde ein Soundtrack zur Serie veröffentlicht. Er enthält die europäische Version der Titelmusik sowie elf andere in der Serie verwendete Songs. Der Erlös ging an die von Hugh Laurie unterstützte Wohltätigkeitsorganisation Save The Children sowie andere gemeinnützige Organisationen.

## DVD- und Blu-ray-Veröffentlichung
| Staffel | USA (Erstveröffentlichung) | Deutschsprachiger Raum |
| ------- | -------------------------- | ---------------------- |
| 1.      | 30. August 2005            | 14. Dezember 2006      |
| 2.      | 22. August 2006            | 26. Juli 2007          |
| 3.      | 21. August 2007            | 24. Juli 2008          |
| 4.      | 19. August 2008            | 9. April 2009          |
| 5.      | 25. August 2009            | 6. Mai 2010            |
| 6.      | 31. August 2010            | 5. Mai 2011            |
| 7.      | 30. August 2011            | 5. April 2012          |
| 8.      | 21. August 2012            | 7. März 2013           |
| 1. – 8. | 2. Oktober 2012            | 7. November 2013       |

Die Pilotfolge „Schmerzensgrenzen“ wurde zusätzlich auf einer eigenen MiniDVD veröffentlicht. Die DVD-Fassung der ersten Staffel wurde kritisiert, weil für die DVDs das Seitenverhältnis 4:3 verwendet wurde, obwohl die ursprüngliche Fassung im Seitenverhältnis 16:9 vorlag. Dafür musste ein Teil des Bildes abgeschnitten werden. Die weiteren Staffeln wurden im Format 16:9 veröffentlicht. Mittlerweile ist die Serie auch komplett auf Blu-Ray erschienen, und auch Staffel 1 liegt dort im 16:9-Format vor.

## Auszeichnungen

### 2005
- Emmy Awards – Outstanding Writing for a Drama Series – David Shore, für die Episode Drei Beine
- Satellite Awards – Bester Darsteller in einer Serie, Drama – Hugh Laurie
- Satellite Awards – Beste Nebendarstellerin in einer Serie, Miniserie oder in einem Fernsehfilm – Lisa Edelstein
- Satellite Awards – Beste Fernsehserie, Drama
- Television Critics Association Awards – Outstanding Individual Achievement in Drama – Hugh Laurie

### 2006
- Peabody Award – Achievement in electronic media
- AFI Awards – TV Program of the Year – Official Selection
- Golden Globe Award – Bester Serien-Hauptdarsteller – Drama – Hugh Laurie
- Motion Picture Sound Editors – Best Sound Editing in Television Short Form – Dialogue and Automated Dialogue Replacement: Barbara Issak, Bradley L. North, Jackie Oster für die Episode Autopsie
- Writers Guild of America – Episodic Drama – für die Episode Autopsie, geschrieben von Lawrence Kaplow
- Television Critics Association Awards – Outstanding Individual Achievement in Drama – Hugh Laurie
- BMI Film & TV awards – BMI TV Music Awards
- Satellite Awards – Bester Darsteller in einer Serie, Drama – Hugh Laurie
- Satellite Awards – Beste Fernsehserie, Drama

### 2007
- Golden Globe – Bester Serien-Hauptdarsteller – Drama – Hugh Laurie
- Screen Actors Guild Awards – Bester Darsteller in einer Fernsehserie – Drama – Hugh Laurie
- NAACP Image Awards – Fernsehen: Bester Nebendarsteller in einer Dramaserie – Omar Epps
- Prism Awards – Drama Series, Multi-Episode Storyline
- Teen Choice Award – TV-Choice Actor – Hugh Laurie
- Emmy Awards – Make-up für eine Serie (prothetisch) – Que Sera Sera

### 2008
- People’s Choice Award – Beste Dramaserie
- Emmy Awards – Beste Regie (für die Episode Im Kopf von House)
- NAACP Image Awards – Fernsehen: Bester Nebendarsteller in einer Dramaserie – Omar Epps

### 2009
- Screen Actors Guild Awards – Bester Darsteller in einer Fernsehserie – Drama – Hugh Laurie
- People’s Choice Award – Bester männlicher TV-Darsteller – Hugh Laurie
- People’s Choice Award – Beste Dramaserie – House
- Goldene Kamera – HÖRZU-Leserwahl Beste US-Fernsehserie – House
- Emmy Awards – Outstanding Sound Mixing For A Comedy Or Drama Series (one Hour), für die Episode Grenzen verschwimmen

### 2010
- People’s Choice Award – Bester Darsteller in einer Dramaserie – Hugh Laurie
- People’s Choice Award – Beste Dramaserie – House

### 2011
- People’s Choice Award[48] – Beliebtester Fernseharzt – Gregory House – Hugh Laurie
- People’s Choice Award – Beste Darstellerin in einer Dramaserie – Lisa Edelstein
- People’s Choice Award – Bester Darsteller in einer Dramaserie – Hugh Laurie
- People’s Choice Award – Beste Dramaserie – House
- Emmy Awards – Sound Mixing For A Comedy Or Drama Series (one Hour), für die Episode Bombshells